# 神戸電鉄
神戸電鉄株式会社（こうべでんてつ、英: Kobe Electric Railway Co.,Ltd.）は、兵庫県南東部で神戸市兵庫区を起点に同市北区の有馬温泉や三田市・小野市方面へ延びる鉄道路線を運営する鉄道事業者。神戸電鉄グループの中核企業。本社所在地は神戸市兵庫区新開地一丁目3番24号。略称は神鉄（しんてつ）であるが、年配者を中心に創業時の社名「神戸有馬電気鉄道」（こうべありまでんきてつどう）の略称である神有（しんゆう）または神電（しんでん）とも呼ばれる。全国登山鉄道‰会に加盟している。
1961年（昭和36年）5月25日に京阪神急行電鉄（阪急電鉄の前身で、法人格としては現在の阪急阪神ホールディングス）と事業提携して以降、同社と資本関係にある。現在は阪急阪神ホールディングスが株式の約27%を保有する筆頭株主であり、持分法適用会社として阪急阪神東宝グループ所属企業の一つとなっている。ただし営業取引においては阪急阪神ホールディングスへの依存度は低く、半ば独立した経営が行われている。

## 経営規模における区分

### 中小私鉄から準大手私鉄へ
1960年代初頭まで経営規模における区分は中小私鉄であったが、神戸電鉄土地経営部による自社独自の沿線開発が功を奏して輸送人員が大手私鉄に準ずる規模まで増大。1969年（昭和44年）の『交通年鑑』では相模鉄道・新京成電鉄・山陽電気鉄道の3社とともに「準大手4社」として定義された。
その後、1975年（昭和50年）の「数字でみる民鉄」において、神戸電鉄を含む前述の4社に加えて北大阪急行電鉄・大阪府都市開発（のちの泉北高速鉄道）・神戸高速鉄道の3社を加えた計7社を大都市中小私鉄と定義し、一般的にこの7社を「準大手私鉄」とみなすようになった。

### 大手私鉄への格上げ計画
1970年代より、神戸電鉄を含む大手私鉄に準ずる規模の大都市周辺中小私鉄7社を「準大手私鉄」と呼称するようになったが、とりわけ相模鉄道（現：相鉄ホールディングス）と神戸電鉄においては、路線規模・輸送人員・輸送密度を総合的に勘案した場合にとくに秀でた存在であり、大手14社に伍した都市交通として機能していた。
このため、相模鉄道では1990年（平成2年）5月31日に大手私鉄への格上げが承認されたが、神戸電鉄においても事業規模や公共輸送機関としての重要性において大手私鉄としての実態を備えているという認識で、相模鉄道に倣って大手私鉄に加入する計画が立てられた。
これは、傘下企業の北神急行電鉄が単年度黒字を達成した段階で、同社を吸収して大手私鉄へ参入するというもので、1988年（昭和63年）の開業から約8年後に予測された北神急行電鉄の黒字転換時に同社と合併のうえ「全長77.1kmの大手民鉄」として承認を得るという想定であった。
実際に1990年度（平成2年度）の神戸電鉄の輸送人員は、総延長わずか63.7km（当時）に対して約6,844万人にまで及んでおり、輸送密度では名古屋鉄道や近畿日本鉄道中部運輸局管内とほぼ肩を並べて30,257人（1990年度）に達していた。また大手民鉄の基準に直接的な関わりはないが、営業係数においては大手・準大手の計21社中トップの85を記録していた。これに北神急行電鉄の実績を加算すれば、輸送密度でみると大手私鉄に遜色なく、この一連の合併計画については覚書も締結されていた。
このため、1990年代に神戸電鉄の各部署名義で執筆された公刊書籍・雑誌記事などにおいては「大手私鉄になる」や「大手民鉄への道を加速度的に歩んでいる」 など大手私鉄への参入を示唆する文書が見られた。

### 中小私鉄への分類変更
しかしながら北神急行電鉄の経営状態が良好ではなかったことや、阪神・淡路大震災以降の神戸経済界の地盤低下、粟生線で晒されている神姫バスとの激しい競争により、神戸電鉄の輸送人員が減少に転じたことから、北神急行電鉄との合併が実現しての大手私鉄への昇格が実現しなかった。2005年（平成17年）には神戸電鉄は中小私鉄として扱われているが、そもそも「準大手」に明確な基準はなく、日本民営鉄道協会は現在「準大手」の呼称を使用していない。そのため、現在でも準大手私鉄として扱われる場合がある。
中小企業基本法第二条の定義では大企業の基準を満たしている。また、民鉄を大都市高速鉄道と地方旅客鉄道に分類する場合は、前者の大都市高速鉄道に属する。

## みらいビジョン2030
神戸電鉄グループでは、多様な人々との連携・共創を通じて新たな価値を創出しグループの持続的な成長を図るとともに、社会課題の解決や持続可能な社会の実現に向けて、神戸電鉄が果たすべき役割（ミッション）を新たに定義し、2030年度（令和12年度）時点における“あるべき企業像”を示した長期経営ビジョン「神鉄グループみらいビジョン2030」を策定したことを、2023年（令和5年）5月に発表した。目指す“あるべき企業像”を『暮らしに彩を添える地域の共創プラットフォーム』とし、暮らしに彩を添える時間やモノ、サービスの共創プラットフォームとして確固たる地位を築き、地域の持続的な価値向上に貢献するとともに、社会・経済活動を支える存在となることを目指すとしている。

### 中期経営計画2026
「みらいビジョン2030」の実現にむけた具体的な実行計画を推進していくため、2030年（令和12年）までの8年間を前後半に分け、最初の4か年にあたる経営計画を「中期経営計画2026」として策定したことを2023年（令和5年）5月に発表した。コロナ禍により落ち込んだ「収益力」をコロナ禍前の水準に回復させるとともに、「財務の健全性」を引き続き着実に進展させ、外部環境の変化（コロナ禍による生活様式の変化や高コスト社会など)に対応しながら、グループの持続的な成長を通じて企業価値を高めて、各種ステークホルダーの期待に応えるとともに、地域の持続的な価値向上に貢献していくこととしている。
重点課題として「新しい時代（外部環境の変化）に対応した取り組み」「沿線活性化への取り組み」「収益性の改善に向けた取り組み」「有利子負債削減に向けた取り組み」をあげ、神戸電鉄グループ全体の収益拡大を目標としている。

#### 事業戦略
1. 新しい時代（外部環境の変化）に対応した収益構造の構築等
  - 鉄道事業における持続可能な収益構造の構築
  - 不動産事業における更なる収益力の強化と街づくりへの貢献
2. 沿線活性化
  - 当社グループの事業展開による地域の活性化
  - 自治体等との連携による駅および駅周辺の活性化
3. 成長投資・新規投資による収益拡大
  - 賃貸収益物件や不動産投資ファンドへの投資
  - 既存事業やその周辺事業強化のための投資
  - 事業提携、資本提携、M&A等
4. ステークホルダーへの貢献・還元
  - 出来るだけ早期の復配を目指す
  - 人的資本投資の強化

#### 数値目標
- 営業利益18億円以上
- 当期純利益8億円以上
- 借入金残高550億円以下
- 自己資本比率25%以上

## 歴史
- 1921年（大正10年）11月 - 「神有電気鉄道」の趣意書が発表される（第1期線：平野-宝塚、第2期線：箕谷-三木。軌間は標準軌）[5]。
- 1922年（大正11年）11月 - 出願[5]。
- 1923年（大正12年）
  - 6月18日 - 有馬電気鉄道に対し鉄道免許状下付（神戸市上三條町-有馬郡有馬町間。軌間は1,072 mm）[5][18]。
  - 12月24日 - 鉄道施設用地の地主会が土地売渡折衝及地価協定委員16人を選任。翌年から活動開始[5]。
- 1924年（大正13年）6月1日 - 神戸有馬電気鉄道に名称変更（届出）[19]
- 1926年（大正15年）3月27日 - 神戸有馬電気鉄道株式会社として会社設立（県会議事堂で創立総会）[5][20]。
- 1928年（昭和3年）
  - 7月30日 - バス営業開始。
  - 11月28日 - 有馬線（湊川-電鉄有馬〈現在の有馬温泉〉）開業[20][21]。
  - 12月18日 - 三田線（唐櫃〈現在の有馬口〉-三田）開業[20][22]。当初は省線有馬線への相互乗り入れを計画していたが、駆動方式の違いを克服できず、新線による三田への連絡となった[5]。
- 1936年（昭和11年）
  - 6月29日 - 三木電気鉄道株式会社設立[20]。
  - 11月12日 - 三木電気鉄道へ鉄道敷設権譲渡（許可）（鈴蘭台-三木間）[23]。
  - 12月28日 - 三木電気鉄道 鈴蘭台-広野ゴルフ場前間開業[20]
- 1937年（昭和12年）12月28日 - 三木電気鉄道 広野ゴルフ場前-三木東口（現在の三木上の丸）間開業[20]
- 1938年（昭和13年）1月28日 - 三木電気鉄道 三木東口-三木福有橋（現在の三木）間開業[20]
- 1943年（昭和18年）8月31日 - 直営バス事業を神姫合同自動車（神姫バスの前身）に譲渡。
- 1945年（昭和20年）11月8日 - 有馬線鷹取道駅（当時、現丸山） - 長田間で脱線事故（神戸有馬電気鉄道電車脱線転覆事故）が発生。
- 1947年（昭和22年）1月9日 - 三木電気鉄道株式会社を合併し、神有三木電気鉄道株式会社に社名変更[20]。
- 1949年（昭和24年）
  - 4月30日 - 神戸電気鉄道株式会社に社名変更[20]。
  - 6月18日 - 株式公開。神戸証券取引所（1967年10月、取引終了に伴い上場廃止）、大阪証券取引所に上場。
  - 10月1日 - バス事業、新たに免許を得て事業再開。
- 1951年（昭和26年）12月28日 - 三木福有橋 - 電鉄小野（現在の小野）間開業[20]。
- 1952年（昭和27年）4月10日 - 電鉄小野-粟生間が開業し粟生線全通[20]。
- 1961年（昭和36年）5月25日 - 京阪神急行電鉄（後の阪急電鉄、会社としては現在の阪急阪神ホールディングス）と事業提携。
- 1968年（昭和43年）4月7日 - 神戸高速鉄道に乗り入れ開始[24]。
- 1988年（昭和63年）4月1日 - 神戸電鉄株式会社に社名変更[25]。
- 1991年（平成3年）10月28日 - 公園都市線（横山-フラワータウン）開業[26]。同線で神鉄初のワンマン運転を開始。
- 1994年（平成6年）12月1日 - 喫煙コーナーを除き、駅構内を終日禁煙とする[報道 1]。
- 1995年（平成7年）
  - 1月17日 - 阪神・淡路大震災で被害を受ける[報道 2]。
  - 5月1日 - 本社を神戸市兵庫区新開地から神戸市北区の谷上駅ビル（SHビル）に移転。
- 1996年（平成8年）3月28日 - 公園都市線全通[26][27]。
- 1998年（平成10年）9月30日 - バス部門を神鉄バスに分社。
- 1999年（平成11年）10月1日 - 共通乗車カードシステム「スルッとKANSAI」に加盟。
- 2001年（平成13年）1月1日 - 鉄道従業員の制服を再生素材を使ったものとし、色もグレーからネイビブルーに変更する[28]。
- 2004年（平成16年）7月20日 - 本社を神戸市北区の谷上駅ビル（SHビル）から神戸市兵庫区新開地の神鉄建設ビルに移転し神鉄本社ビルとする。
- 2005年（平成17年）4月1日 - 準大手私鉄から中小私鉄に分類が変更される[注釈 3]。
- 2006年（平成18年）1月22日 - 有馬口駅にて脱線事故発生。2月3日にも同様の事故。ポイントが旧式であったことが原因とされた。
- 2007年（平成19年）
  - 4月1日 - ICカード「PiTaPa」導入。
  - 9月1日 - 「PiTaPa IC定期サービス」対応。
- 2013年（平成25年）
  - 5月28日 - 有馬口駅にて脱線事故発生。ポイントの形状が原因とされた。
  - 7月16日 - 大阪証券取引所の現物株取引終了に伴い、東京証券取引所に上場。
- 2014年（平成26年）4月1日 - 全線で駅ナンバリングを実施。
- 2015年（平成27年）3月3日 - IC乗車カード全国相互利用への対応により、Kitaca、PASMO、Suica、manaca、TOICA、nimoca、はやかけん、SUGOCAが利用可能となる[広報 1]。
- 2017年（平成29年）4月15日 - 神戸電鉄にてICカード「ICOCA」、および「ICOCA定期券」（他社局との連絡定期含む）の発売を開始[広報 2][広報 3][広報 4]。
- 2018年（平成30年）3月4日 - 近隣火災により粟生線三木駅の下りホーム側駅舎が全焼[報道 3][報道 4]。
- 2020年（令和2年）
  - 6月1日 - 鉄道事業本部内に北神営業部を新設し、神戸市交通局より神戸市営地下鉄北神線（同日付で北神急行電鉄より移管）の運行業務を受託開始[広報 5][報道 5]。
  - 11月30日 - 神戸市と「神戸市と神戸電鉄株式会社との神鉄沿線リノベーションに関する連携協定書」を締結[広報 6]。
- 2022年（令和4年）
  - 3月28日 - 2018年に近隣火災で全焼した粟生線三木駅下りホーム側駅舎が再建され供用開始[29]。

## 社章
神戸有馬電気鉄道時代は「しんゆう（神有）電車」とも呼ばれ、社章にも神有の2文字を電気を表す稲妻で囲う社章を用いていた。一方、三木電気鉄道では「キ」3つで三木を表し、それに神戸市章とレールを組み合わせた意匠を使う事で三木・神戸間の鉄道であることを表現していた。
現行社章は1949年（昭和24年）に神戸電気鉄道へ社名変更したことを期に、これからの社業の発展を期して全社員から新社章の図案を募集したことで選定されたもので、「神戸市を南北縦貫する鉄道」を表す。車両部の香川康が提出したものが選ばれた。

神戸有馬電気鉄道社章
三木電気鉄道社章
神有三木電気鉄道社章 （現行社章）

## キャッチフレーズ
1970年（昭和45年）11月より取締役社長に就任した中田大三は、沿線住宅地帯を「静かな空・青い空」と表現し、これを神戸電鉄のキャッチフレーズとして積極経営を推進した。以後このキャッチフレーズはテレビCMやポスターなどで1990年代まで使用された。ポスターや時代によって「静かな空・青い空」のほかに「静かな空、青い空」や「静かな空，青い空」と表記された例がある。
上記の「静かな空・青い空」のほかに、「地域のみなさまに奉仕する」「みなさまとともに歩む」「ニュータウンとシティを結ぶ」というキャッチフレーズを雑誌広告等で併用していた時期もあった。
近年はキャッチフレーズを用いない傾向にあるが、2022年（令和4年）以降は一部ポスターに「静かな空　青い空」や「静かな空、青い空」と表記されている。

## 鉄道事業

### 路線

路線図

駅ナンバリングの路線記号はすべて (KB) - 詳細後節参照
- 有馬線 : 湊川駅 - 有馬温泉駅間 22.5 km
- 三田線 : 有馬口駅 - 三田駅間 12.0 km
- 公園都市線 : 横山駅 - ウッディタウン中央駅間 5.5 km
- 粟生線 : 鈴蘭台駅 - 粟生駅間 29.2 km
- 神戸高速線 : 新開地駅 - 湊川駅間 0.4 km（神戸電鉄が第二種鉄道事業者、神戸高速鉄道が第三種鉄道事業者）

一部の駅の接近メロディにはメンデルスゾーン作曲交響曲第4番『イタリア』第1楽章のアレンジが使用されている。
駅名標は、ひと昔前（漢字表示が大きかった頃）の阪急のそれに似ている。しかし、神鉄は八角形の形をとり、角が丸い阪急とは一線を画す。ただし、平仮名表記の有無や字の大きさ等、駅によってその仕様には差がある。
1988年4月1日における「神戸電気鉄道株式会社」から「神戸電鉄株式会社」への社名変更と同時に、現在の丸山・横山・木津・木幡・栄・三木・大村・市場・小野の9駅で、それまで駅名に冠されていた「電鉄」の名前を外した。

#### 駅ナンバリング

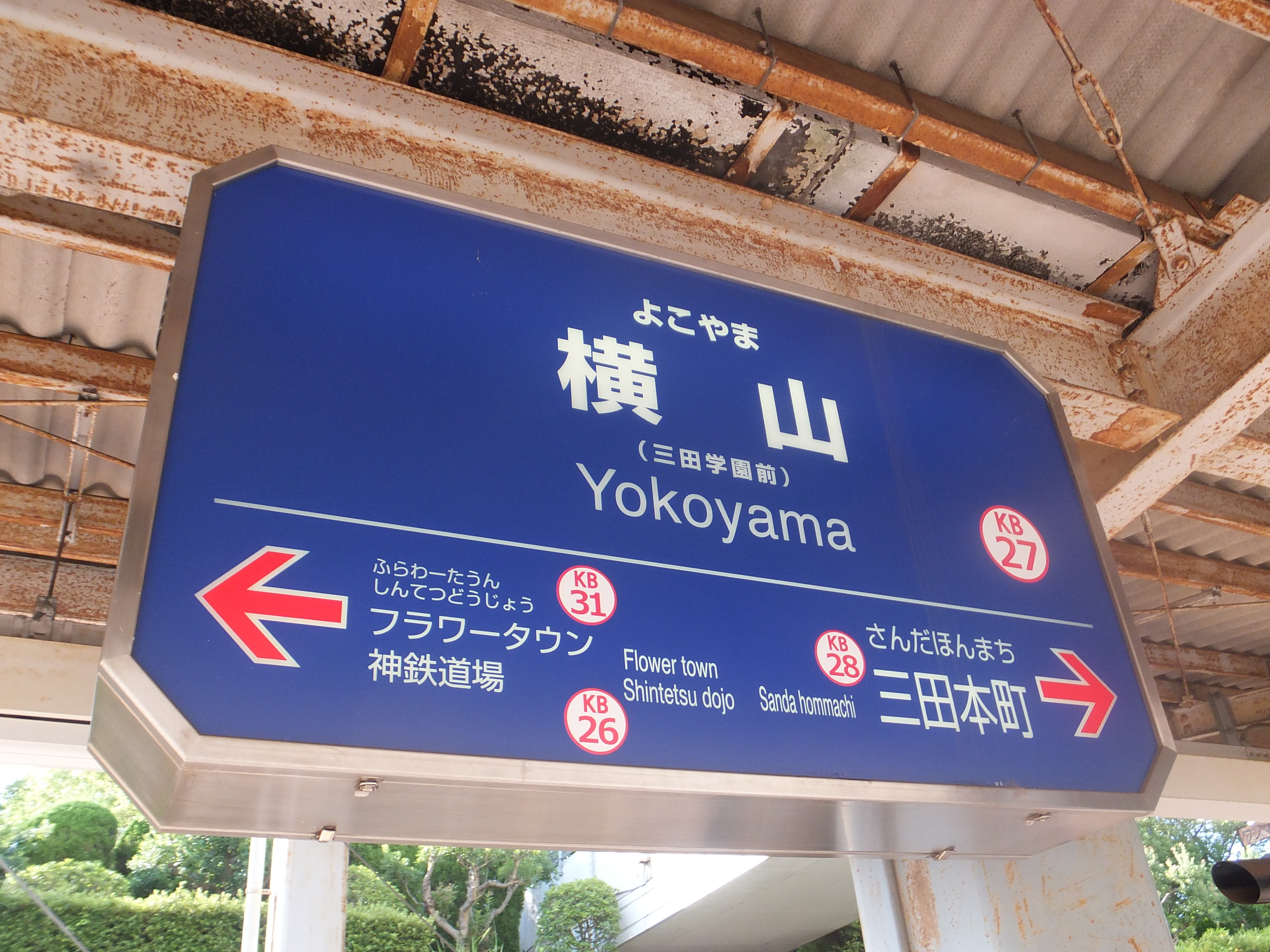
駅名標（横山駅）

駅ナンバリングは2014年4月1日より阪神電気鉄道と山陽電気鉄道と同時に神戸電鉄でも導入された。アルファベットには全路線の全駅で「KB」（KoBe）を使用し、これと数字で構成される。ただし駅ナンバリング導入時点で営業休止中の駅には導入されていない。阪急と阪神との共用駅である新開地駅は阪神の駅番号HS 36も付され、神戸市営地下鉄北神線との共用駅である谷上駅は神戸市営地下鉄の駅番号であるS01（直通する西神・山手線と連番になっている）も付されている。
- 神戸高速線 新開地駅 (KB01)
- 有馬線 湊川駅 (KB02) - 有馬温泉駅 (KB16)
- 三田線 五社駅 (KB21) - 三田駅 (KB29)
- 公園都市線 フラワータウン駅 (KB31) - ウッディタウン中央駅 (KB33)
- 粟生線 鈴蘭台西口駅 (KB41) - 粟生駅 (KB59)

### 車両基地
- 鈴蘭台車両基地 - 通称 鈴蘭台車庫・鈴蘭台車両工場。
- 見津車庫 - 通称 第二車庫。
- 道場南口車両留置施設 - 通称 第三車庫・道場車庫。

### 車両
いずれの車両も、急峻な勾配に対応できる設計となっていることが特徴である。また、全営業車ともブレーキシューに多くの私鉄で使われているレジンシューではなく低速域での高い減速性能・天候変化に強い鋳鉄シューを使用している。そのため、停車の際には独特の音と高い減速性能が得られる（一部の付随車は除く）。また、抑速ブレーキも全営業車両とも3ノッチ以上搭載されているほか、非常電制といわれる空気ブレーキが故障し使用できなくなった場合を想定して電動機を限界まで使用し、停車寸前まで減速することができる独特の装置をVVVF車である5000系、6000系と6500系以外の営業車両が装備している（なお直通予備ブレーキは同系列を含む全車両に装備しているほか、VVVF車についても電制最終段と直通予備ブレーキの使用で停止できるようになっている）。また正面形状は3000系以降、関西の私鉄では数少ない正面非貫通構造を採用しており、以降1000系列を除く新造車はすべて正面非貫通形状で登場している。
全車両が地元の川崎車両（旧・川崎車輛→川崎重工業）製である。また、開業当初から電動機などは三菱電機製で統一されている。3000系以降（1973年以降）に製造された車両（1000系列は1979年製のデ1350形から）は阪急電鉄の車両に似たマホガニー調の内装や濃オリーブ色の座席モケットが採用されている。現在の編成は4両が主体である。2008年4月の時点で1050形2両（デ1062・1064）と1070形3両（デ1071 - 1073）が非冷房のままで残っていたが、2009年3月のダイヤ改正で5両運用が廃止されて非冷房車が全車運用から外れ、2010年4月に正式に廃車となった。これにより冷房化率100%となった。
電車の形式記号については、かつては電動車は運転台の有無にかかわらず「デ」、制御車は「クハ」、付随車は「サ」を用いていたが、2000系以降の車両では阪急同様形式記号が省略されている。
阪急と同様に、車両を新造することを「建造」と表現する。

#### 現有車両
すべて旅客車
- 6500系
- 6000系
- 5000系
- 2000系
- 3000系
- デ1300形・デ1350形・1370形[注釈 6]（1300系）
- デ1100形・サ1200形・デ1150形・サ1250形・1500形・1600形（1100系）
- デ1070形（1000系）

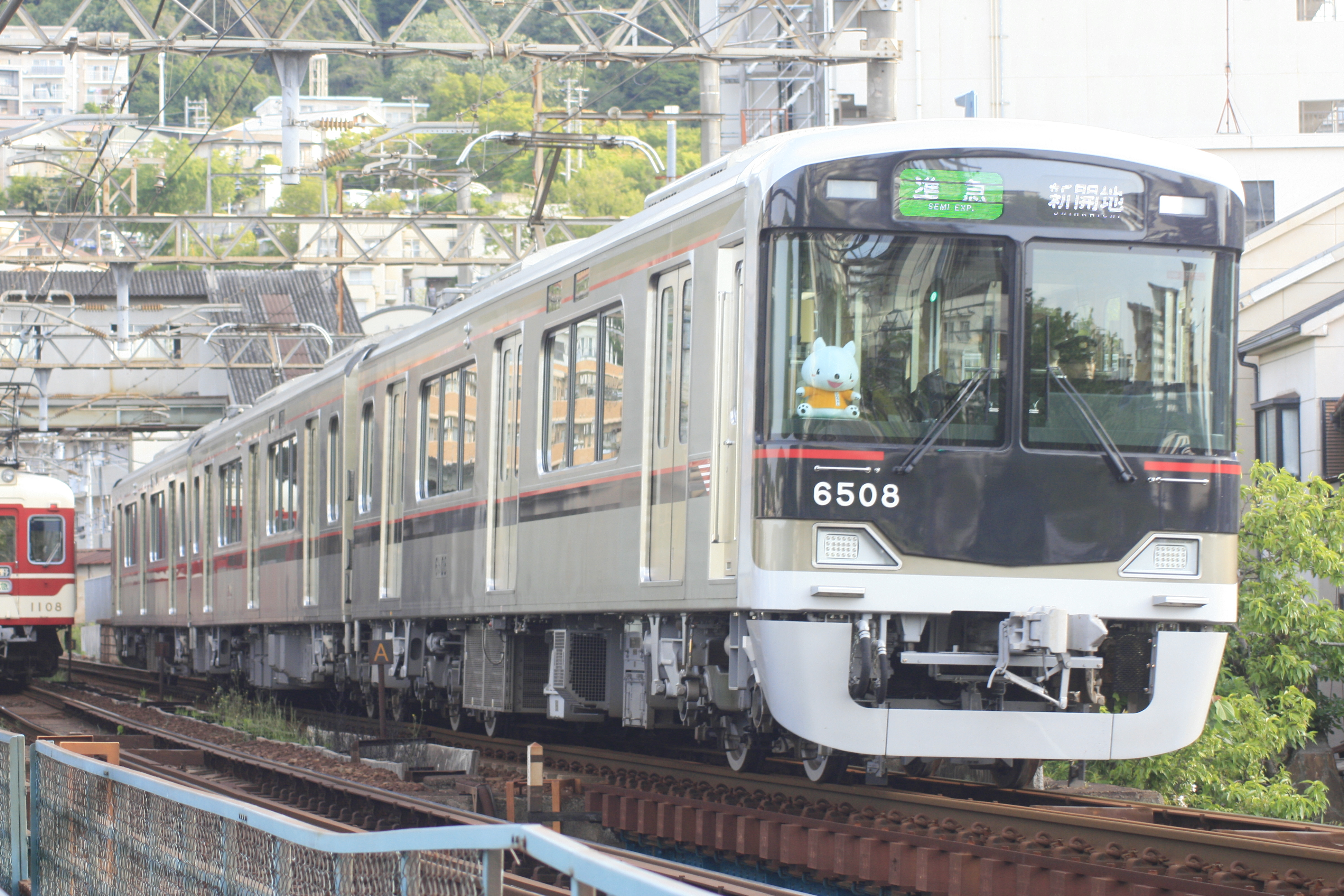
6500系
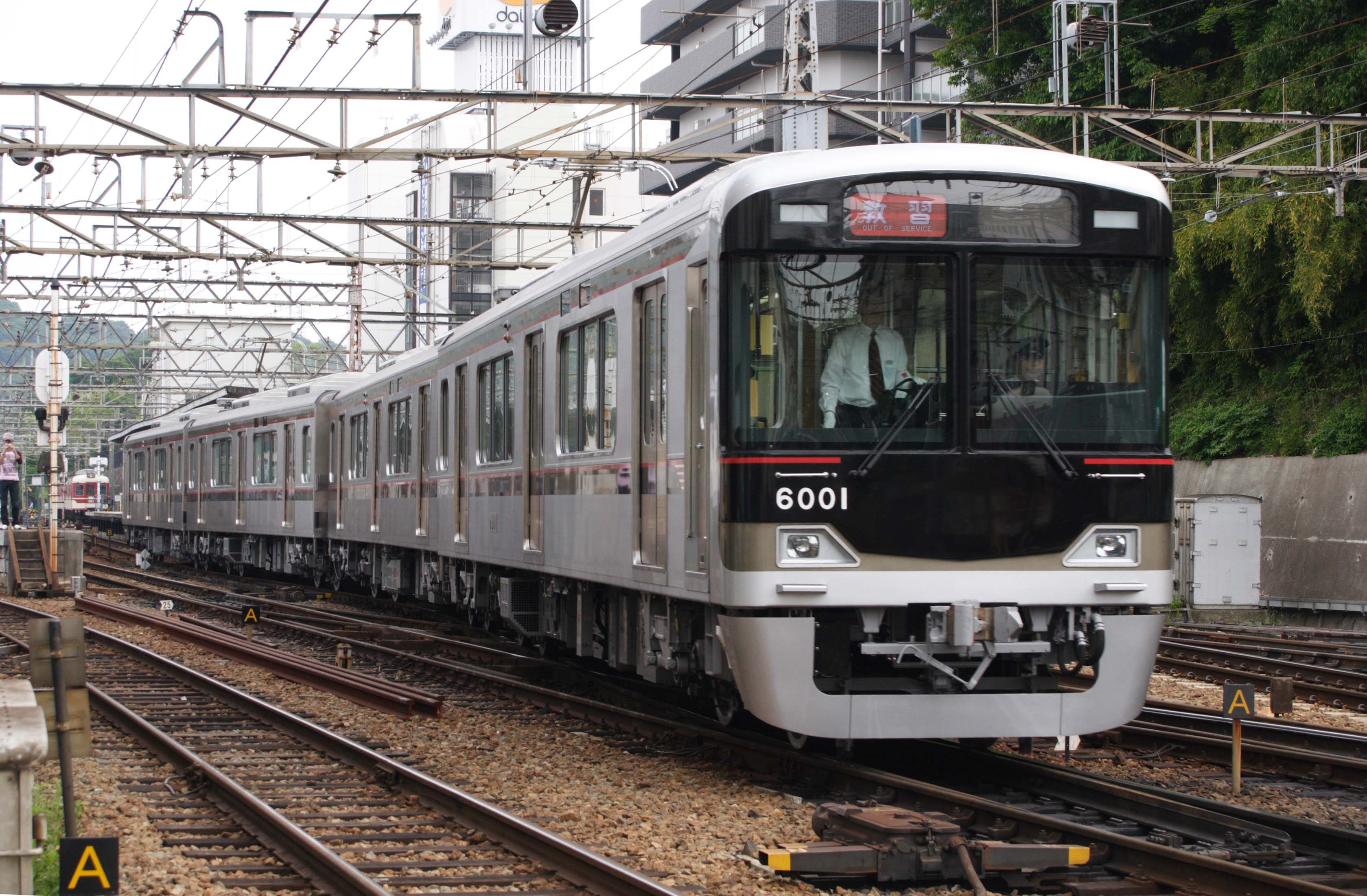
6000系
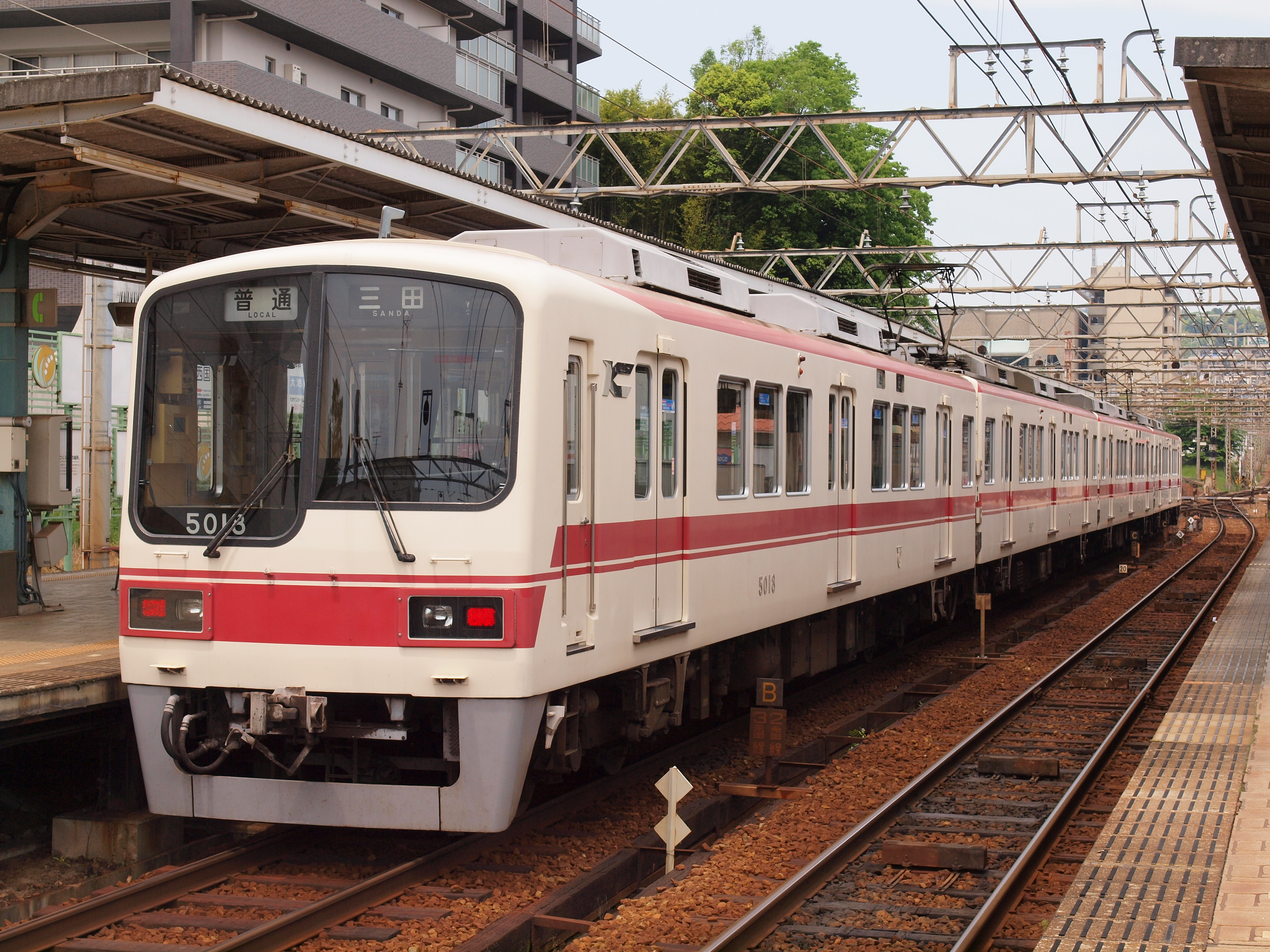
5000系
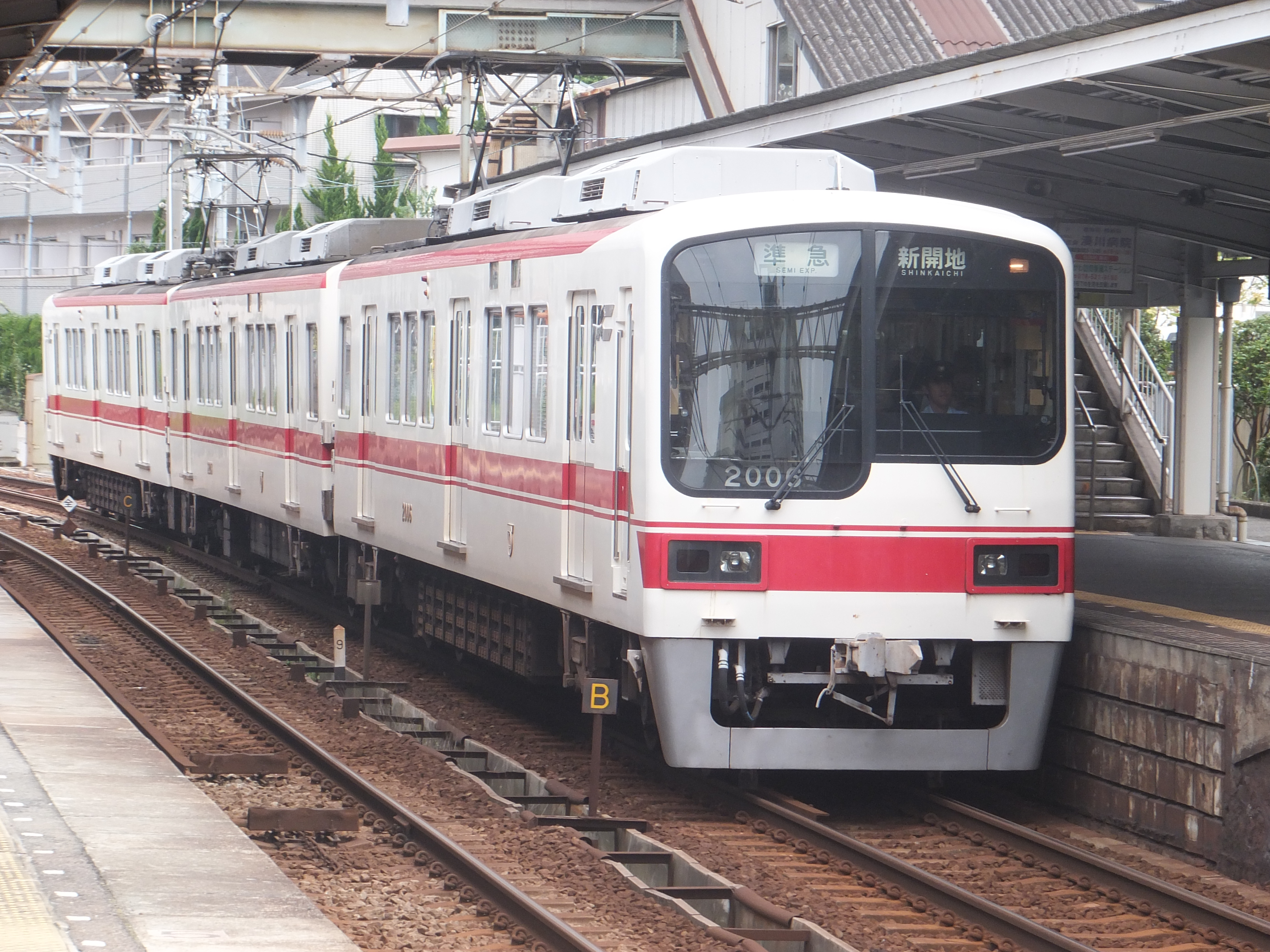
2000系
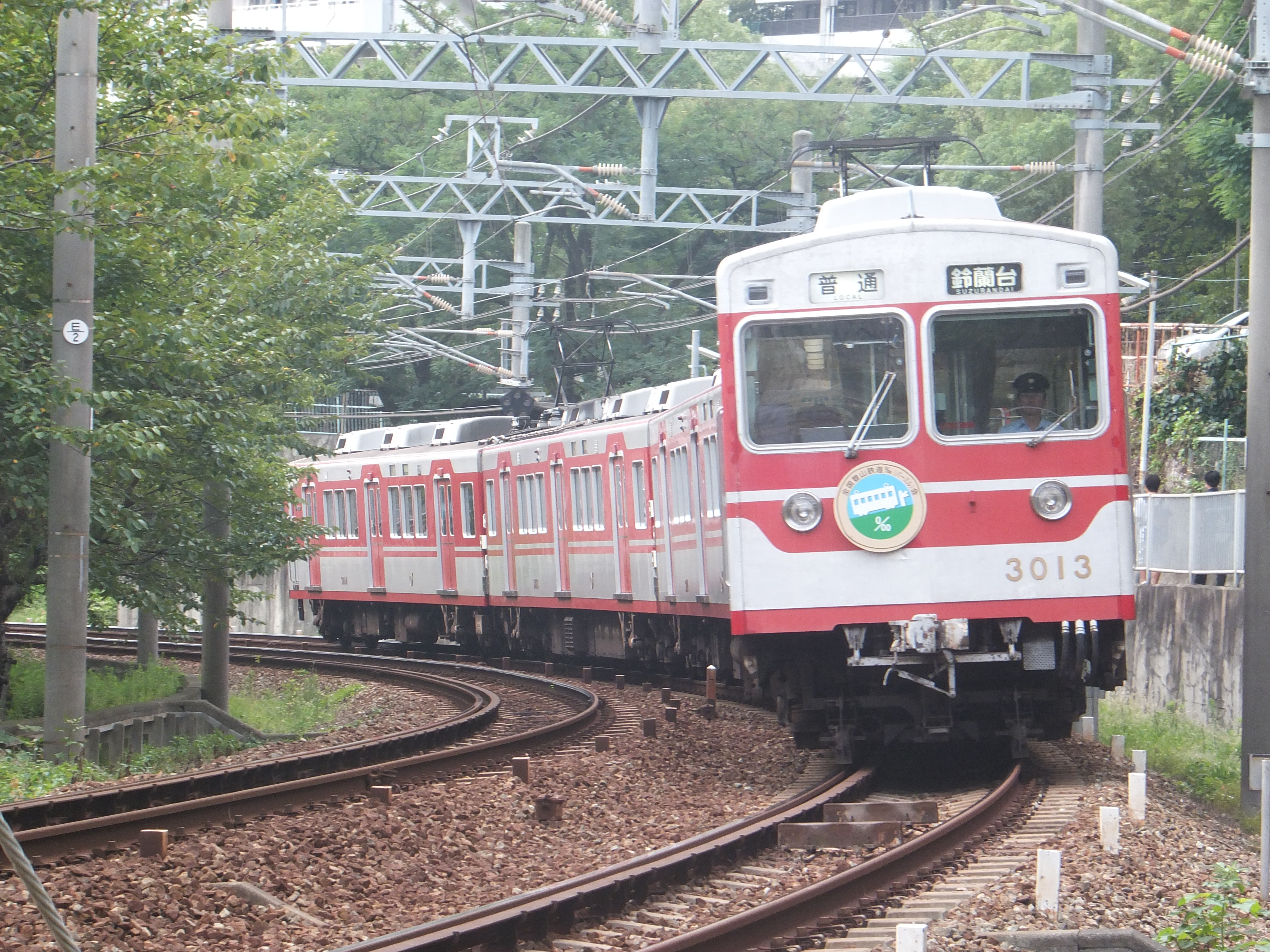
3000系
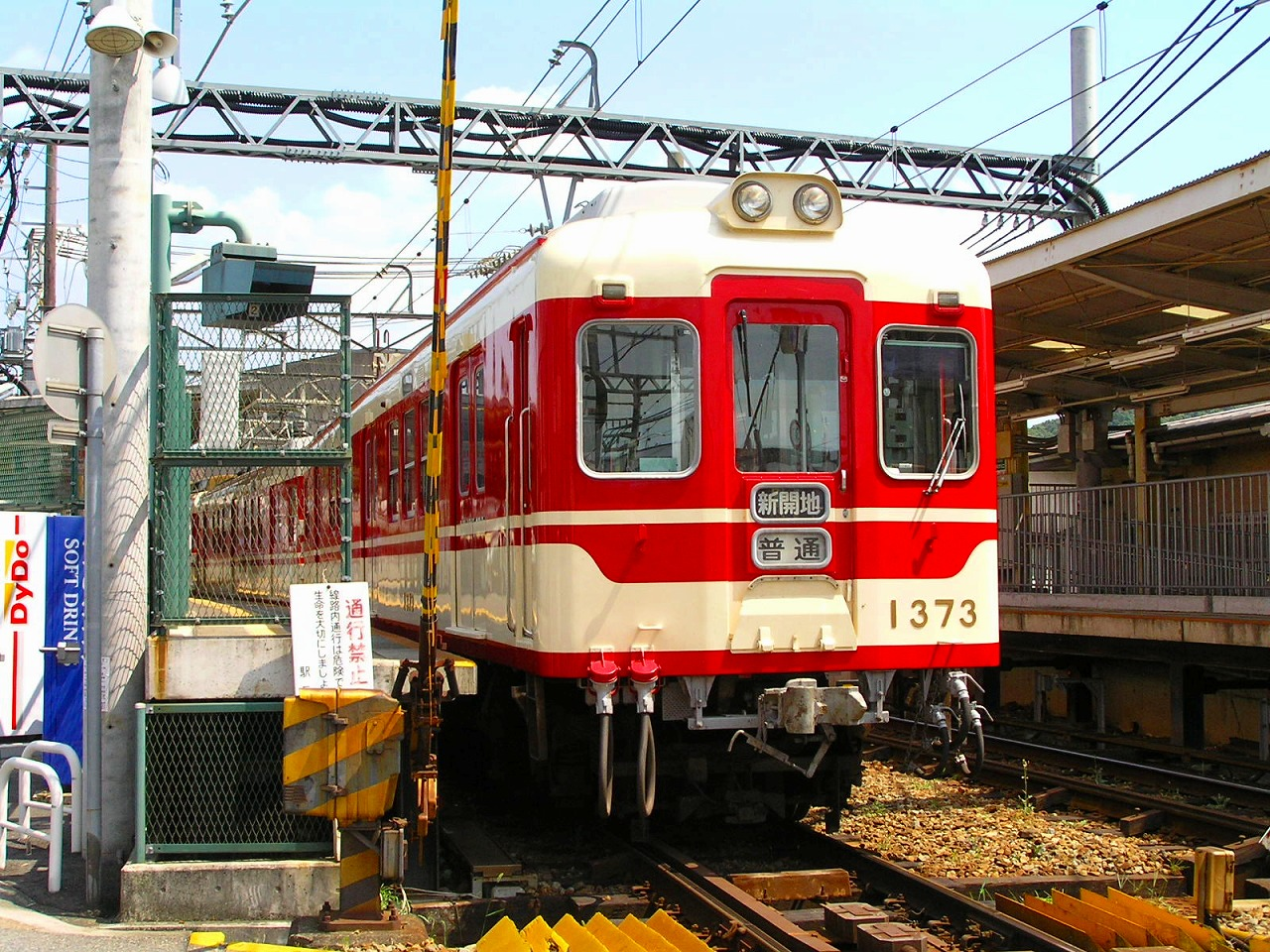
1370形
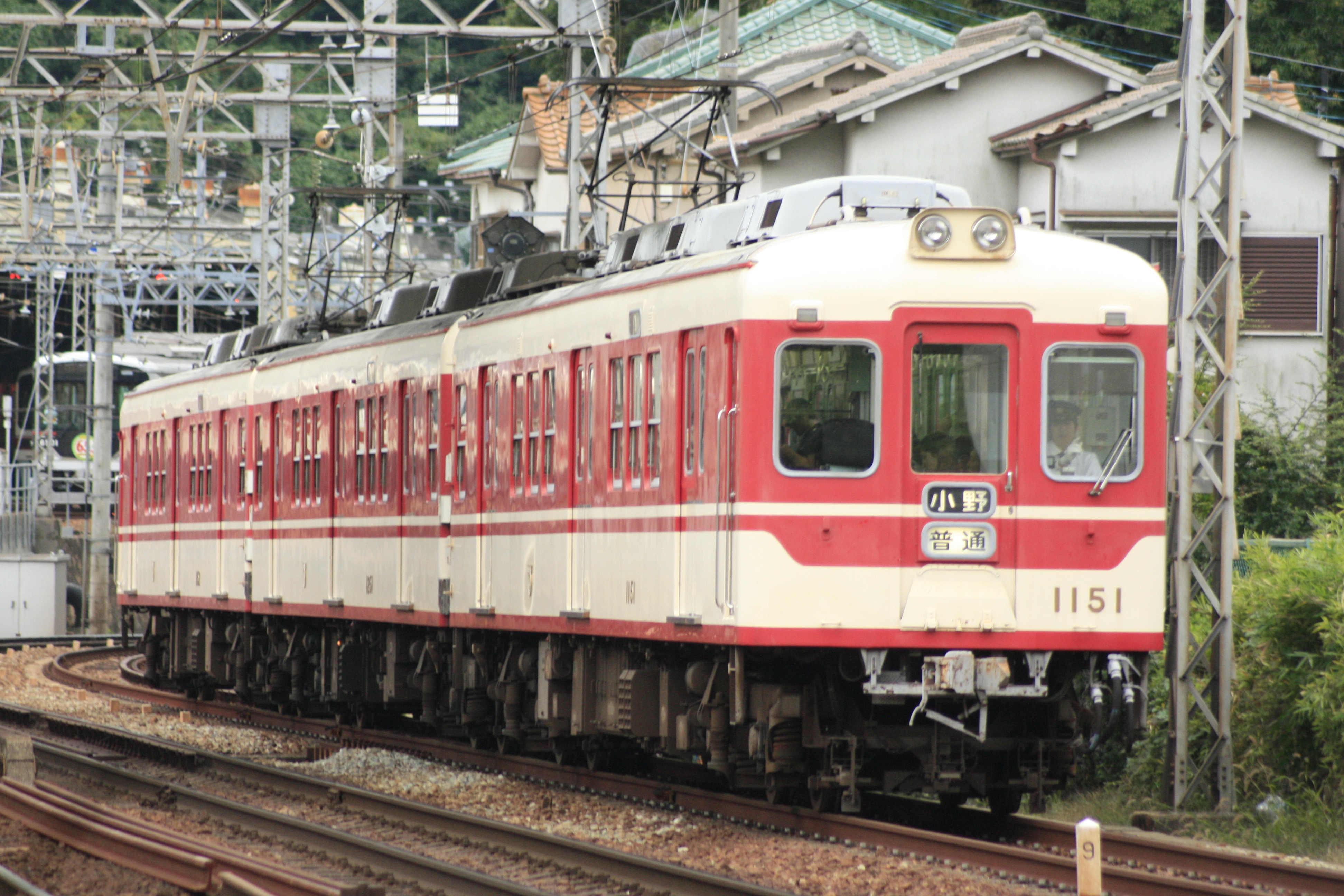
1150形
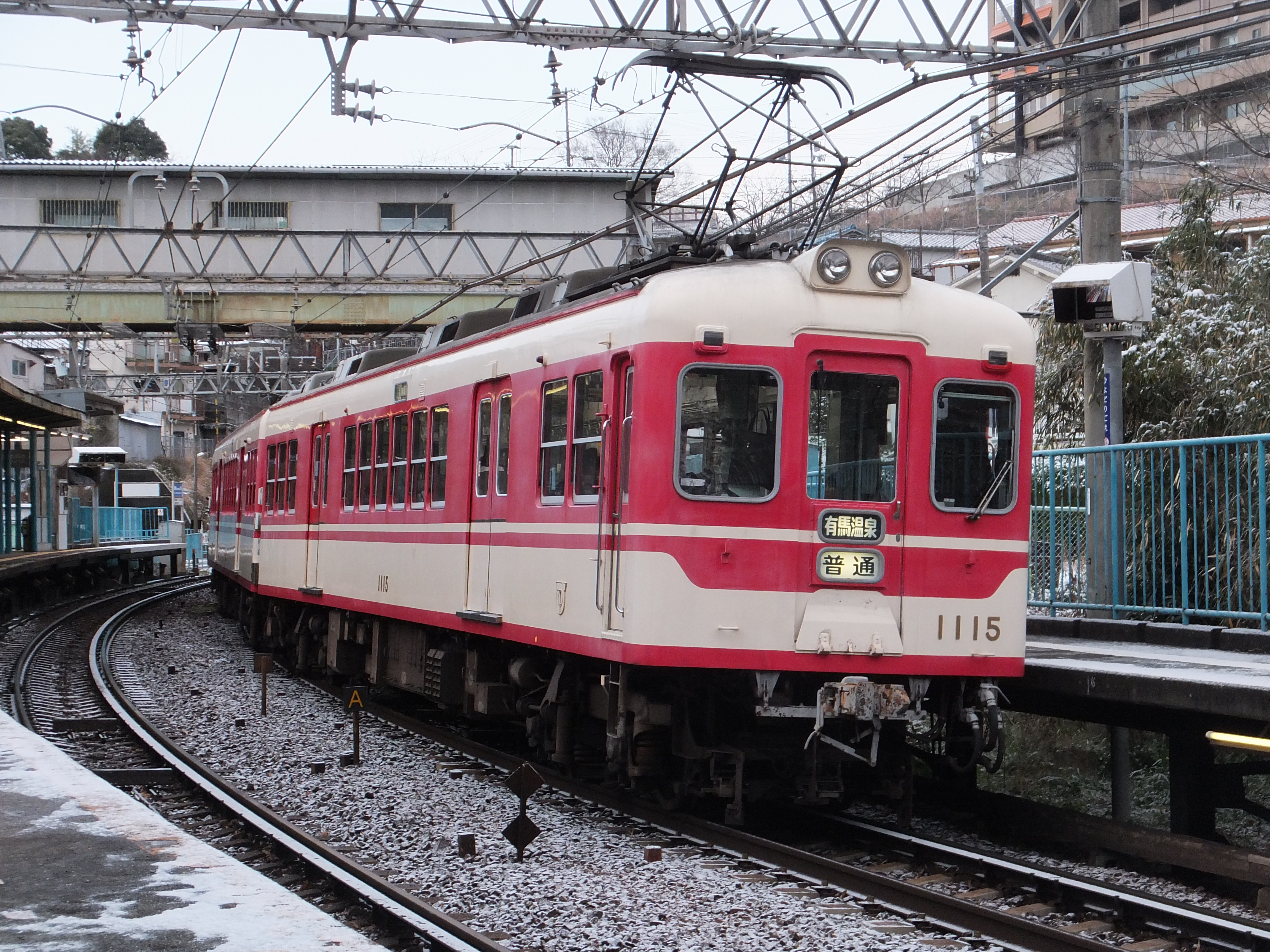
1100形
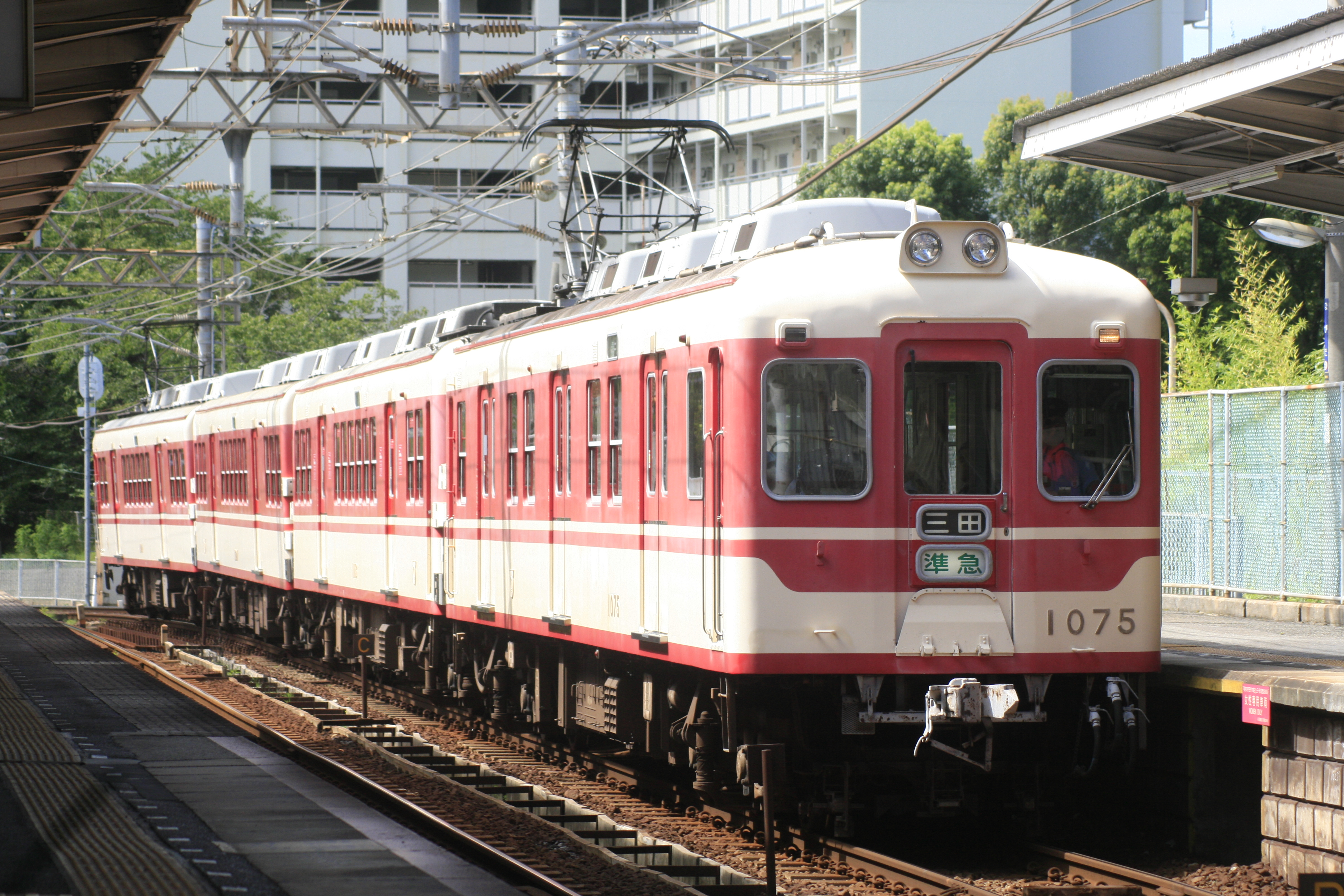
1070形（後ろに1100形を併結）

#### 過去の車両
旅客車
- デ1形
- デニ11形
- デ101形
- テン1形展望車→クハ141形
- クハ131形
- クハ151形
- デ201形 - 2段窓の運輸省規格型車両
- デ211形 - デ201形の前面貫通仕様
- 300系
- 800系
- デ1000形・デ1050形（1000系）

貨物車・機関車・事業用車
- デト1001形 - 電動貨車
- 700形 - 電気機関車
- クホ760形・サホ760形 - ホッパ貨車
- 770形 - 無蓋貨車
- デヤ750形 - 電動貨車
- ト501形 - 無蓋貨車
- トム521形 - 無蓋貨車
- トム621形 - 無蓋貨車

### 列車種別
神戸電鉄では以下の列車種別が設定されている（2022年3月現在）。
- 特快速 - 神戸高速線・有馬線（有馬口 - 有馬温泉間を除く）・三田線
- 急行 - 神戸高速線・有馬線（有馬口 - 有馬温泉間を除く）・三田線
- 準急 - 神戸高速線・有馬線・三田線・粟生線
- 普通 - 神戸高速線・有馬線・三田線・粟生線・公園都市線（全路線）

このほか、廃止された種別として通勤急行（神戸高速線・有馬線・三田線、1984年10月廃止）、特急（神戸高速線・有馬線・三田線、1998年3月廃止）、快速（神戸高速線・有馬線（湊川 - 鈴蘭台間）・粟生線、2020年3月廃止）があった。

### 方向幕
方向幕は、下記の表示が存在するが、運用されていない表示もある。色はデジタル表示（フルカラーLED）の6000系・6500系とそれ以外では異なっている。

#### 方向幕の色
- 赤地に白色 - 特急
- 白地に赤色（6000系・6500系は赤地に白色） - 特快速・快速（過去）・急行・通勤急行（3000系を除く）・準急（旧書体の初期の頃）・回送・臨時・貸切・試運転・教習
- 白地に緑色（6000系・6500系は緑地に白色） - 準急・通勤急行（3000系の方向幕で、「通勤」の2文字のみ）
- 白地に黒色 - 6000系・6500系以外の普通・旧書体の行き先
- 黒地に白色 - 6000系・6500系の普通・行き先

なお、貫通扉に方向幕が設置されている車両は、同じ形態の山陽電気鉄道や京阪電気鉄道の車両と異なり、上部に「行先」、下部に「種別」を表示している。

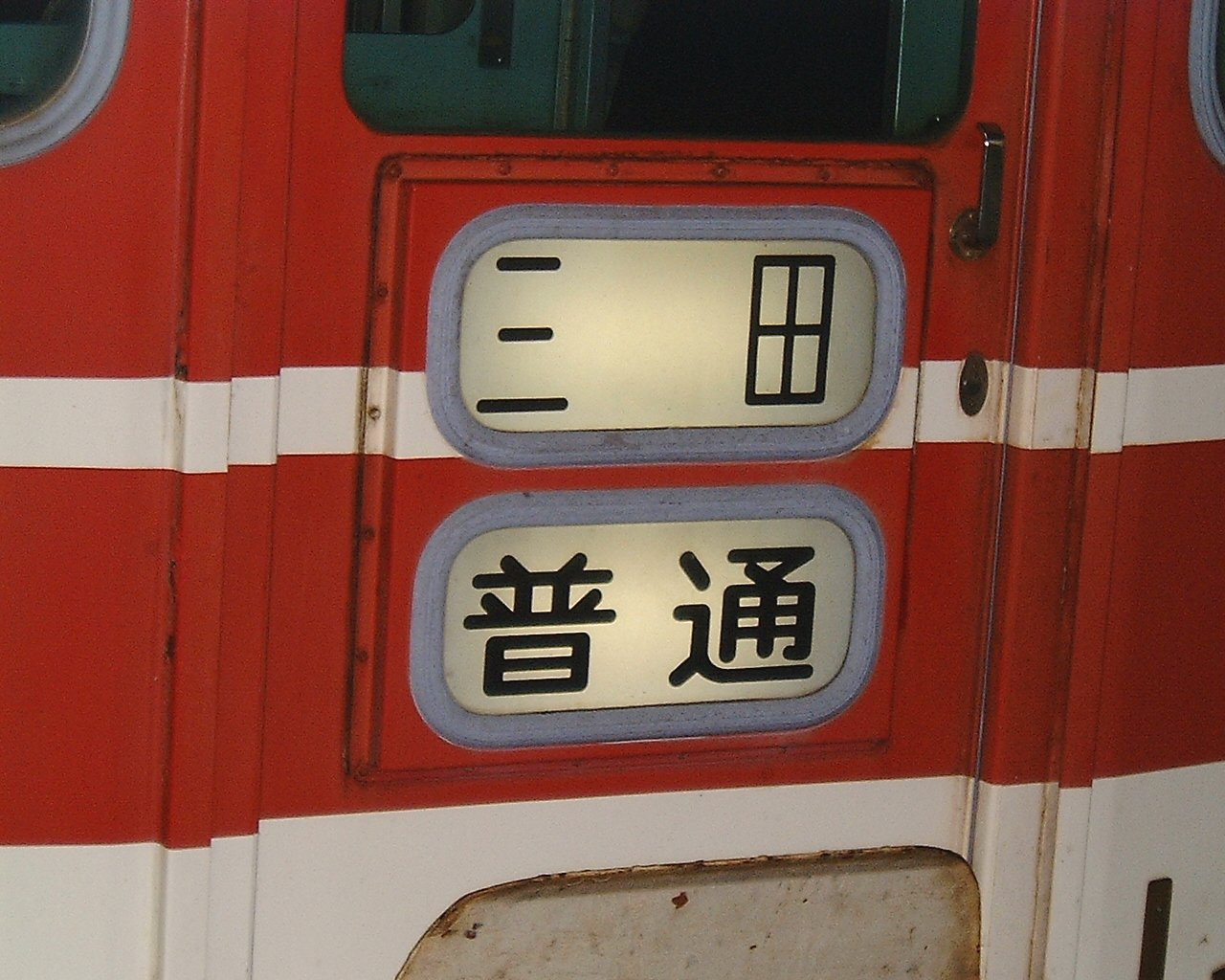
旧式書体の正面方向幕（行先方向幕）。種別幕は現在と同じ書体だが、現在はローマ字表記入り
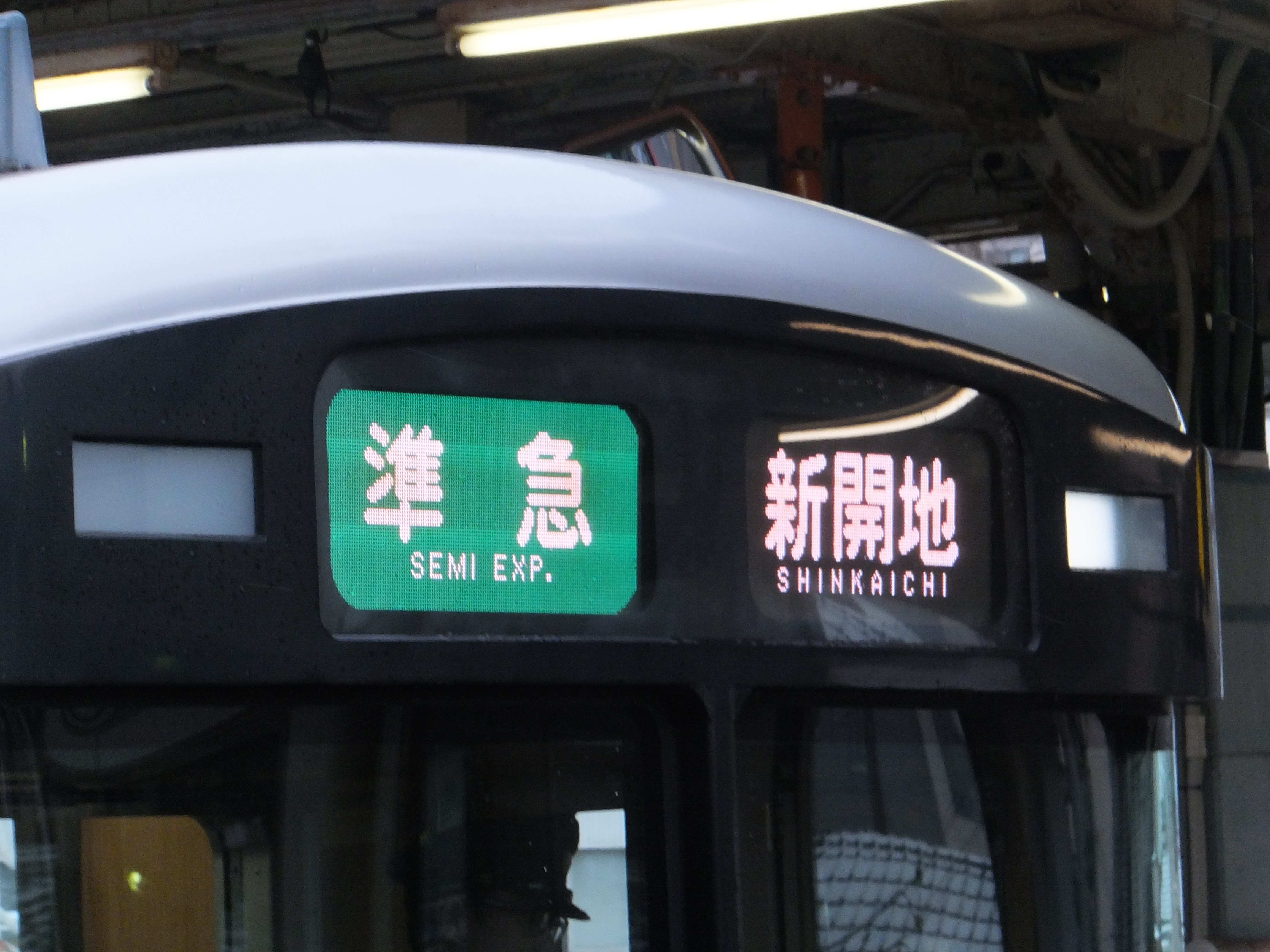
6000系の正面方向幕

### ワンマン運転
神戸電鉄のワンマン運転は、公園都市線において1991年（平成3年）の開業時に採用したことが始まりである。以後路線毎に段階的に実施し、2005年（平成17年）からは全線でワンマン運転となっているが、列車内で料金を収受せず、駅の改札口を利用する、いわゆる「都市型ワンマン列車」であることから、列車内に乗車整理券発行機や運賃箱はない。ただ、訓練などでツーマン運行を行う場合は乗務員2名以上での運行となる。なお、まれに移動のため乗り合わせた運転士や係員が扉扱いや自動放送を補う放送をする場合がある（2名でワンマン運転の列車に乗車している時は運転士が左側の扉を、乗り合わせの係員は右側の扉を開閉する）。また、扉扱いは厳寒期を除き常時全車両の全扉を扱うため、ホームには乗客の乗降状況を映す監視モニターが設置されている。
ワンマン対応車両には「神戸電鉄自動放送装置」が搭載されている。この装置では車輪の回転数から動作する区間を算出している。これはタッチパネル式で、場合によりお詫び放送や行き違い駅でのしばらく停車する旨などを手動で放送を流すこともでき、緊急時には非常告知放送を行う運転士もいる。また、非常ブレーキを掛けた場合等には、完全自動で「非常ブレーキが掛かります。ご注意ください。」などといった自動放送が流れる。なお、6000系・6500系電車に搭載されている自動放送装置は、1つのモニタで自動放送装置や車両の情報を表示可能で、方向幕や客室内液晶モニタの表示も同時に制御することができる。
ワンマン化されている車両で扉上部に赤外線センサーが付いている車両は、扉に一定の大きさ以上のものが挟まれているかを検知するようになっている。赤外線センサー装備車両（4両編成の全編成、3両編成の一部）では、発車時に運転士は「センサーよし」と喚呼する。
沿線のスーパーマーケット、スイミングスクール、病院などの広告宣伝も放送で行っている。

### 携帯電話電源オフ車両
神戸電鉄では、携帯電話の電源オフを終日ルールづけた「携帯電話電源オフ車両」を設定していた。2003年（平成15年）7月11日から本格的に導入したもので、地下鉄堺筋線や阪急電鉄、能勢電鉄でも導入されていた。神戸電鉄では車内自動放送などでも案内を行っていたが、2014年（平成26年）7月15日に携帯電話電源オフ車両を廃止し、以降は「優先座席付近では、混雑時は電源オフ」としている。

### 運賃
大人普通旅客運賃（小児は半額・10円未満切り上げ）。2025年1月19日改定、神戸高速線以外は鉄道駅バリアフリー料金収受終了。
| キロ程    | 運賃（円） | キロ程  | 運賃（円） |
| --------- | ---------- | ------- | ---------- |
| 初乗り2km | 210        | 24 - 26 | 670        |
| 3 - 4     | 270        | 27 - 29 | 700        |
| 5 - 6     | 340        | 30 - 32 | 720        |
| 7 - 8     | 390        | 33 - 36 | 750        |
| 9 - 10    | 440        | 37 - 40 | 780        |
| 11 - 12   | 480        | 41 - 44 | 810        |
| 13 - 14   | 520        | 45 - 48 | 830        |
| 15 - 17   | 560        | 49 - 54 | 850        |
| 18 - 20   | 600        | 55 - 58 | 880        |
| 21 - 23   | 640        |         |            |

- 神戸高速線湊川駅 - 新開地駅間は140円（他の区間は「神戸高速線#運賃」を参照）[広報 12]。

以下の区間の運賃には乗り継ぎ割引が設定されている。
- 合算額から大人20円・小児10円引き
  - 長田・丸山両駅と湊川駅を経由して神戸高速線各駅および阪神神戸三宮駅との間。
- 合算額から大人のみ10円引き（小児は大人合算額から10円引いた額の半額で、10円未満端数切り上げ）
  - 鵯越駅以北の神戸電鉄各駅と湊川駅を経由して神戸高速線新開地駅との間。

北神急行電鉄が運営していた北神線を経由する場合にも乗り継ぎ割引が設定されていたが、2020年6月1日の北神線の神戸市営地下鉄への移管に伴い廃止された。
険しい山岳路線が主体かつそれに対応した特殊な機能を有する車両を運行していることに起因する高額な費用が運賃に跳ね返っていることに加え、三宮を中心とした神戸市内中心部へは神戸高速鉄道の初乗り料金が加算されることからさらに割高になり、近距離区間においてその弊害が顕著である。そのため、神戸市内の丸山・鵯越地区においては神戸市バスに、粟生線沿線や人口急増地帯の公園都市線沿線でも神姫バスに利用者を奪われ気味である。特に、粟生線においては沿線の車社会化の進行もあってその状況は一層深刻であり、2006年度と2007年度はともに過去最悪の年間12.7億円の赤字を計上しており、さらに2007年までの10年間の累積赤字が102億円に上る。
2023年4月1日より、バリアフリーの推進を目的として鉄道駅バリアフリー料金制度により、普通運賃・通勤定期運賃に料金の上乗せ（神戸高速線を除く。普通運賃は10円、通勤定期は1か月で380円）を開始した。2025年1月19日からは神戸高速線で鉄道駅バリアフリー料金の徴収を開始し、他の路線は鉄道駅バリアフリー料金の徴収を終了した。

#### ICカードの利用について
全駅にてPiTaPaや西日本旅客鉄道（JR西日本）のICOCAなどの全国相互利用対応ICカード（前記のほか、Kitaca・Suica・PASMO・manaca・TOICA・nimoca・はやかけん・SUGOCA）が利用できる。
ICOCAなどPiTaPa以外のICカードへのチャージ対応が遅れており、2008年8月の時点までチャージ可能な自動券売機・精算機は一切設置されておらず、ICOCAなどPiTaPa以外のICカードで神戸電鉄を利用する場合（特に無人駅で下車する場合）は、残高に注意が必要であった。同年10月にそれらの自動精算機はICカードへのチャージ・プリペイドの利用履歴・ポストペイの利用実績が照会可能な新型のものに取り替えられている。但し、2019年5月の時点では、自動券売機で前記の機能が利用可能なICカードはPiTaPaとICOCAのみであり、それ以外のICカードで駅構内出場後にプリペイドの利用履歴照会・印字を行う場合は有人駅では係員への申し出、無人駅ではインターホンで管轄駅への連絡による駅構内への再入出場が必要である。また、神戸電鉄の公式ホームページにはその旨記載がない。
2017年4月15日より、神戸電鉄においてプリペイド式IC乗車カード「ICOCA」、および「ICOCA定期券」（他社局との連絡定期券を含む）の発売（カードの発行はJR西日本）を開始した。但しICOCAカードは券売機での販売ではなく、定期券売り場のみでの販売となっている（阪神式の券売機が設置されている新開地駅では購入可能）。

#### 他社路線との連絡乗車券
全駅で神戸高速線経由阪急電鉄・阪神電気鉄道・山陽電気鉄道各駅への連絡乗車券が購入できる。この中で阪神側は2009年3月20日に阪神なんば線が延伸開業し近鉄奈良線と相互直通運転を開始したが、延伸開業後も神戸電鉄側では従来通り4社連絡乗車券しか発売せず、当面は阪神なんば線の連絡乗車券も従来通り西九条駅までしか発売しないため、神戸電鉄の駅から阪神なんば線を介し、西九条駅で下車しないで九条駅以遠の駅や大阪難波駅から先の近鉄線方面へ行こうとする場合は、一旦西九条駅までの連絡乗車券を購入する形で、不足分を着駅で精算する必要がある。ただしPiTaPa・ICOCA利用時はそのまま4社連続で乗車できる。大阪難波駅から近鉄特急を利用する場合は、大阪難波駅ホームの特急券窓口で特急券を購入する際に近鉄線の目的地までの駅まで精算することができる。また、阪急とつながっている能勢電鉄への連絡乗車券も発売されていない。しかし2010年4月1日からは神戸電鉄と阪神・近鉄などとの共同企画乗車券『奈良・斑鳩1dayチケット』 や、同年4月24日からも『せんとくん平城京1日電車乗車券』（こちらは同年11月7日までの期間限定） が発売されたため、神戸電鉄対阪神九条駅以遠ならびに近鉄奈良線方面へのある程度の利便性は改善されている。
2012年3月、新型券売機の導入に際して阪神なんば線（大阪難波駅）までの連絡乗車券の発券を開始した。

#### 回数券
2024年4月30日をもって、身体・知的障害者用特別割引回数乗車券を除き、他社連絡回数券も含めて全ての回数券の発売を終了した。代わりに、PiTaPaの従来のサービスに加え、ICOCAでの神戸電鉄線内での利用に対してもポイントを還元するサービスを、阪神電鉄や阪急電鉄・能勢電鉄・山陽電鉄との間でポイントを共通に使える施策として同年4月1日より開始した。

#### 障害者割引
身体障害者・精神障害者保健福祉手帳・知的障害者に対し以下の割引がある。
| 対象                                                  | 種別   | 区分   | 条件   | 条件   | 距離      | 普通券 | 回数券 | 定期券 |
| ----------------------------------------------------- | ------ | ------ | ------ | ------ | --------- | ------ | ------ | ------ |
| 身体障害者手帳 精神障害者保健福祉手帳 療育手帳 所持者 | 第一種 | 大人   | 単独   | 単独   | 101km以上 | 5割引  | -      | -      |
| 身体障害者手帳 精神障害者保健福祉手帳 療育手帳 所持者 | 第一種 | 大人   | 介護付 | 本人   | 無制限    | 5割引  | 5割引  | 5割引  |
| 身体障害者手帳 精神障害者保健福祉手帳 療育手帳 所持者 | 第一種 | 大人   | 介護付 | 介護者 | 無制限    | 5割引  | 5割引  | 5割引  |
| 身体障害者手帳 精神障害者保健福祉手帳 療育手帳 所持者 | 第一種 | 小児   | 単独   | 単独   | 101km以上 | 5割引  | -      | -      |
| 身体障害者手帳 精神障害者保健福祉手帳 療育手帳 所持者 | 第一種 | 小児   | 介護付 | 小学生 | 無制限    | 5割引  | 5割引  | 無割引 |
| 身体障害者手帳 精神障害者保健福祉手帳 療育手帳 所持者 | 第一種 | 小児   | 介護付 | 乳幼児 | 無制限    | 無料   | 無料   | 無料   |
| 身体障害者手帳 精神障害者保健福祉手帳 療育手帳 所持者 | 第一種 | 小児   | 介護付 | 介護者 | 無制限    | 5割引  | 5割引  | 5割引  |
| 身体障害者手帳 精神障害者保健福祉手帳 療育手帳 所持者 | 第二種 | 大人   | 単独   | 単独   | 101km以上 | 5割引  | -      | -      |
| 身体障害者手帳 精神障害者保健福祉手帳 療育手帳 所持者 | 第二種 | 小児   | 単独   | 単独   | 101km以上 | 5割引  | -      | -      |
| 身体障害者手帳 精神障害者保健福祉手帳 療育手帳 所持者 | 第二種 | 小児   | 単独   | 単独   | 101km以上 | 5割引  | -      | -      |
| 身体障害者手帳 精神障害者保健福祉手帳 療育手帳 所持者 | 第二種 | 介護付 | 小学生 | 無制限 | -         | -      | 無割引 |        |
| 身体障害者手帳 精神障害者保健福祉手帳 療育手帳 所持者 | 第二種 | 介護付 | 乳幼児 | 無制限 | -         | -      | 無料   |        |
| 身体障害者手帳 精神障害者保健福祉手帳 療育手帳 所持者 | 第二種 | 介護付 | 介護者 | 無制限 | -         | -      | 5割引  |        |

### 輸送・収支実績
| 1979 | 58,738 |        | 7,432,003  | 6,361,530  |
|      |        |        |            |            |
| 1982 | 59,168 | 29,581 | 8,589,596  | 7,291,504  |
| 1984 | 59,340 | 29,921 | 9,670,918  | 7,377,910  |
| 1985 | 59,079 | 29,751 | 9,897,470  | 7,763,856  |
| 1986 | 59,749 | 30,080 | 10,286,003 | 8,010,848  |
| 1987 | 59,506 | 29,760 | 10,530,194 | 8,379,034  |
| 1988 | 66,499 | 29,604 | 10,746,260 | 9,047,322  |
| 1989 | 67,059 | 29,682 | 10,867,865 | 9,659,275  |
| 1990 | 68,447 | 30,257 | 11,565,504 | 9,780,918  |
| 1991 | 69,303 | 30,052 | 12,810,089 | 10,831,208 |
| 1992 | 71,023 | 30,242 | 13,243,272 | 11,041,989 |
| 1993 | 70,733 | 30,272 | 13,335,233 | 11,223,193 |
| 1994 | 66,137 | 30,194 | 12,911,629 | 11,619,439 |
| 1995 | 62,523 | 29,321 | 12,413,922 | 11,484,392 |
| 1996 | 68,505 | 27,887 | 15,140,841 | 12,147,977 |
| 1997 | 64,384 | 29,102 | 14,166,032 | 12,203,047 |
| 1998 | 61,449 | 27,707 | 13,449,656 | 12,114,305 |
| 1999 | 59,086 | 23,742 | 12,872,590 | 12,012,586 |
| 2000 | 57,415 | 23,178 | 12,553,634 | 11,438,102 |
| 2001 | 55,046 | 22,173 | 12,055,088 | 10,672,890 |
| 2002 | 52,642 | 21,245 | 11,511,170 | 9,640,882  |
| 2003 | 51,069 | 20,572 | 11,198,065 | 9,552,289  |
| 2004 | 46,589 | 19,960 | 10,859,053 | 9,505,898  |

| 2018 | 58,289 | 9,447 | 8,529 |
| 2019 | 58,028 | 9,314 | 8,589 |
| 2020 | 46.882 | 7,910 | 8,609 |
| 2021 | 48,669 | 8,397 | 8,531 |
| 2022 | 52,423 | 9,190 | 9,034 |

粟生線においては、国・兵庫県・神戸市・三木市・小野市の行政支援が経常利益に含まれている。しかし、粟生線の赤字が全線の経営に大きく影響している。
| 年度 | 粟生線              | 粟生線              | 全線                | 全線                |
| 年度 | 運賃収入 （百万円） | 経常利益 （百万円） | 運賃収入 （百万円） | 経常利益 （百万円） |
| ---- | ------------------- | ------------------- | ------------------- | ------------------- |
| 2008 | 2,084               | △1,272              | 9,773               | △274                |
| 2009 | 1,991               | △1,274              | 9,416               | △522                |
| 2010 | 1,941               | △1,227              | 9,340               | △375                |
| 2011 | 1,909               | △1,197              | 9,252               | △370                |
| 2012 | 1,868               | △976                | 9,116               | △39                 |

### 貨客混載事業
2025年（令和7年）1月11日より貨客混載事業として、神鉄エンタープライズ、ジェイエイファーム六甲、北神地域振興、神戸市との5社共同で、三田線・有馬線・神戸高速線において農作物の輸送を行う。岡場 - 新開地間で閑散時間帯に実施され、岡場駅で最後尾車両に農作物を積み込み、新開地駅到着後は同駅直結の神鉄ビル地下2階に配送される。配送した農作物は、神鉄食彩館新開地店で販売され、新開地エリアの活性化や地産地消の推進、トラック配送の代替によるCO2の削減等を目指している。

## 不動産事業

### 概要
神戸電鉄の不動産事業は、開業当初に沿線への人口誘致を図るため、1928年（昭和3年）に小部経営地（現：鈴蘭台）の戸建用地分譲を開始したのに始まる。
1956年（昭和31年）以降は木造住宅部門にも本格進出し、1989年（平成元年）の「神鉄ステイタスシリーズ」に代表されるヒット商品を開発して同事業の主力部門に成長した一方、1973年（昭和48年）にはマンション部門へも進出し、1996年（平成8年）以降は「クレイシア」のブランド名でファミリーマンション開発に注力した。また、神戸電鉄傘下の有馬興業（現：有馬ビューホテル）も兼業部門として1964年（昭和39年）より木造住宅部門に参入し、箕面東山住宅（木造185戸）などを販売した。
大規模な宅地開発事業は1959年（昭和34年）の旭が丘を皮切りに、自社住宅を集中的に建築・販売できる住宅分譲地の新規開発に取り組み、同社最大規模を誇る神鉄北鈴蘭台ニュータウン（2,725区画）をはじめ、数百〜数千区画規模の宅地を相次いで開発した。同様の傾向は傘下の有馬興業（現：有馬ビューホテル）にも見られたが、親会社の神戸電鉄との競合を避けるため宅地開発は他社沿線で行われ、1986年（昭和61年）の不動産事業撤退まで、唐櫃住宅地などを除いて主に阪急沿線で分譲された（例外として明石市や奈良県でも宅地開発を行った例がある）。
小規模宅地開発事業と建設部門およびビル管理部門は1972年（昭和47年）に神鉄不動産（のちの神鉄建設）として分社化した（同社も1989年（平成元年）にマンション「ベラジュール」を手がけるなど住戸販売にも進出した時期がある）が、現在は神鉄コミュニティサービスに事業譲渡している。
流通事業を展開している神鉄エンタープライズも不動産事業に進出し、北鈴蘭台ニュータウンの開発などに参画して宅地分譲を行った時期があったが、1988年（昭和63年）に神鉄産業を吸収合併して、現在は流通事業と駐車場経営、建設資材取扱い事業のみに専念している。
1986年（昭和61年）以降は住宅部門・仲介部門の肥大化にともなって同部門を神鉄住宅販売（現：神鉄ビジネスサポート）に分社化したが、2000年（平成12年）に再び直営としている。
2024年（令和6年）現在、住宅・宅地部門は小規模な戸建用地開発を行うのみになっているが、近年は沿線外にも進出している。

### 宅地分譲
1928年（昭和3年）9月に小部経営地（現 鈴蘭台）で住宅経営を開始して以降、兵庫県南部で数多くの住宅地を開発している。特に1956年（昭和31年）に鈴蘭台西口で住宅金融公庫融資住宅を販売して以降は積極的に沿線住宅開発に乗り出し、神鉄沿線が阪神地区のベッドタウンとして注目を浴びたこともあって、神戸電鉄の住宅地は盛況をみるに至った。

#### 神戸電鉄グループが分譲したおもな住宅地
神戸電鉄および系列会社が分譲したおもな住宅地は以下の通りである。
- 小部経営地（1928年）
- 大池山荘住宅地（1933年）
- 六甲川温泉住宅地（1937年）
- 今草園住宅地（1942年）
- 押部谷住宅地（1943年）
- 栄住宅地（1945年）
- 広野住宅経営地（1949年）
- 鈴蘭台西口住宅地（1956年）
- 旭が丘（1959年）
- 桜が丘（1960年）
- 霞が丘（1961年）
- 百合が丘（1963年）
- 松の宮住宅地（1963年）
- 山椒ヶ原住宅地（1963年）
- 松の宮南住宅地（1964年）
- 大池住宅地（1964年）
- 総持寺住宅地（1964年）- 大阪府
- 東山住宅地（1965年）
- 桂住宅地（1965年）- 京都府
- 花山住宅地（1965年）
- 上里住宅地（1965年）- 大阪府
- 六甲が丘（1966年）
- 上野住宅地（1966年）- 大阪府
- 東の宮住宅地（1967年）- 大阪府
- 若園住宅地（1968年）- 大阪府
- 中山住宅地（1969年）
- 箕面東山住宅地（1969年）- 大阪府
- 宮田住宅地（1969年）- 大阪府
- 北鈴蘭台（1970年）
- 田原本町住宅地（1970年）- 奈良県
- 栄町住宅地（1970年）- 大阪府
- 大久保住宅地（1971年）
- 唐櫃台（1974年）
- 新宮田住宅地（1974年）- 大阪府
- 新箕面住宅地（1980年）- 大阪府
- 唐櫃住宅地（1980年）
- 新唐櫃住宅地（1981年）
- 北鈴蘭台第三次（1982年）
- 神戸北町（1989年）
- 六甲ひばりが丘（1996年）
- 松宮台（2003年）
- 南五葉
- 松が枝町
- パークヒル神戸
- 惣山町
- 鹿の子台
- 谷上南町
- ロイヤルシティ富士が丘（2011年）

| 住宅地名                       | 分譲年          | 計画人口 | 分譲会社                                                           | 備考                                                                               |
| ------------------------------ | --------------- | -------- | ------------------------------------------------------------------ | ---------------------------------------------------------------------------------- |
| 鈴蘭台西口住宅地               | 1956年          | 50       | 直営                                                               |                                                                                    |
| 旭が丘住宅地                   | 1958年 - 1966年 | 1,250    | 直営                                                               |                                                                                    |
| 桜が丘住宅地                   | 1960年 - 1961年 | 290      | 直営                                                               |                                                                                    |
| 霞が丘住宅地                   | 1961年 - 1965年 | 850      | 直営                                                               |                                                                                    |
| 百合が丘第1次住宅地            | 1963年 - 1966年 | 2,550    | 直営                                                               |                                                                                    |
| 松の宮住宅地                   | 1963年          | 540      | 直営                                                               |                                                                                    |
| 山椒ヶ原住宅地（宝塚市）       | 1963年 - 1965年 | 112      | 有馬興業（関係会社）                                               |                                                                                    |
| 松の宮南住宅地                 | 1964年 - 1965年 | 420      | 直営                                                               |                                                                                    |
| 大池住宅地                     | 1964年 - 1969年 | 1,060    | 直営                                                               |                                                                                    |
| 総持寺住宅地（茨木市）         | 1964年 - 1967年 | 440      | 有馬興業（関係会社）                                               |                                                                                    |
| 東山住宅地                     | 1965年 - 1970年 | 3,800    | 直営                                                               |                                                                                    |
| 桂住宅地                       | 1965年 - 1966年 | 330      | 有馬興業（関係会社）                                               |                                                                                    |
| 花山第1次住宅地                | 1965年 - 1968年 | 1,500    | 直営                                                               |                                                                                    |
| 上里住宅地（向日市）           | 1966年 - 1973年 | 一括分譲 | 有馬興業（関係会社）                                               |                                                                                    |
| 六甲が丘住宅地                 | 1966年 - 1970年 | 2,740    | 直営                                                               |                                                                                    |
| 上野住宅地（茨木市）           | 1966年 - 1968年 | 408      | 有馬興業（関係会社）                                               |                                                                                    |
| 東の宮住宅地（高槻市）         | 1967年 - 1972年 | 948      | 有馬興業（関係会社）                                               |                                                                                    |
| 若園住宅地（茨木市）           | 1968年 - 1973年 | 736      | 有馬興業（関係会社）                                               |                                                                                    |
| 中山住宅地                     | 1969年 - 1970年 | 836      | 直営                                                               |                                                                                    |
| 箕面東山住宅地（箕面市）       | 1969年 - 1979年 | 1,702    | 有馬興業（関係会社）                                               |                                                                                    |
| 宮田住宅地（高槻市）           | 1969年 - 1974年 | 516      | 有馬興業（関係会社）                                               |                                                                                    |
| 北鈴蘭台第1次住宅地            | 1970年 - 不明   | 15,226   | 直営                                                               |                                                                                    |
| 田原本町住宅地（奈良県）       | 1970年 - 1972年 | 212      | 有馬興業（関係会社）                                               |                                                                                    |
| 栄町住宅地（高槻市）           | 1970年 - 1971年 | 104      | 有馬興業（関係会社）                                               |                                                                                    |
| 箕谷東住宅地                   | 1970年 - 不明   | 22,000   | 直営                                                               |                                                                                    |
| 大久保住宅地（明石市）         | 1971年 - 1973年 | 一括分譲 | 有馬興業（関係会社）                                               |                                                                                    |
| 百合が丘第2次住宅地            | 1971年 - 不明   | 700      | 直営                                                               |                                                                                    |
| 興人山の街住宅地               | 1971年 - 不明   | 4,800    | 直営                                                               | 興人との共同開発                                                                   |
| 百合が丘第3次住宅地            | 1972年 - 不明   | 800      | 直営                                                               |                                                                                    |
| 谷上駅前住宅地                 | 1973年 - 不明   | 800      | 直営                                                               |                                                                                    |
| マンション西鈴壱番館           | 1973年          | 不明     | 直営                                                               |                                                                                    |
| 六甲住宅地                     | 1973年 - 不明   | 4,440    | 直営                                                               |                                                                                    |
| 唐櫃台第1次住宅地              | 1974年 - 不明   | 1,147    | 直営                                                               |                                                                                    |
| 新宮田住宅地（高槻市）         | 1974年 - 1975年 | 48       | 有馬興業（関係会社）                                               |                                                                                    |
| 花山第3次住宅地                | 1975年 - 不明   | 482      | 直営                                                               |                                                                                    |
| 青松園住宅地                   | 1975年 - 不明   | 4,800    | 直営                                                               | 兼松江商との共同開発                                                               |
| 花山第2次住宅地                | 1975年 - 不明   | 603      | 直営                                                               |                                                                                    |
| 北鈴蘭台第2次住宅地            | 1976年 - 不明   | 6,000    | 直営                                                               |                                                                                    |
| 唐櫃台第2次住宅地              | 1976年 - 不明   | 1,400    | 直営                                                               |                                                                                    |
| 山の街住宅地                   | 1976年 - 不明   | 4,000    | 直営                                                               |                                                                                    |
| 箕谷住宅地                     | 1976年 - 不明   | 5,600    | 直営                                                               |                                                                                    |
| 新箕面住宅地（箕面市）         | 1980年 - 1982年 | 48       | 有馬興業（関係会社）                                               |                                                                                    |
| 唐櫃住宅地                     | 1980年 - 不明   | 204      | 有馬興業（関係会社）                                               |                                                                                    |
| 新唐櫃住宅地                   | 1981年 - 1983年 | 20       | 有馬興業（関係会社）                                               |                                                                                    |
| 北鈴蘭台第3次住宅地            | 1982年 - 不明   | 4,400    | - 直営 - 神鉄住宅販売（子会社） - 神鉄エンタープライズ（関係会社） | 1987年（昭和62年）より住宅フェアを開催していた                                     |
| パークヒル神戸                 | 1986年 - 不明   | 不明     | 直営                                                               | 興人が開発                                                                         |
| 神戸北町住宅地                 | 1987年 - 不明   | 不明     | 直営                                                               | 伊藤忠商事・兼松江商との共同開発                                                   |
| マンションベラジュール北鈴蘭台 | 1989年          | 不明     | 神鉄建設工業（孫会社）                                             |                                                                                    |
| マンションベルドール神戸北町   | 1994年          | 不明     | 直営                                                               |                                                                                    |
| 六甲ひばりが丘住宅地           | 1996年 - 不明   | 836      | 直営                                                               | アメリカ・カナダから輸入した建材で神戸電鉄が建設した輸入住宅を販売した             |
| マンションクレイシア神戸北町   | 1996年          | 不明     | 直営                                                               |                                                                                    |
| マンションクレイシア三田       | 1998年          | 不明     | 直営                                                               |                                                                                    |
| 松宮台住宅地                   | 2003年 - 2016年 | 2,840    | 直営                                                               | 2003年（平成15年）5月から2004年（平成16年）まで住宅展示場「HOME’S8」を開設していた |
| ロイヤルシティ富士が丘住宅地   | 2011年          | 不明     | 直営                                                               |                                                                                    |

### 住宅分譲

#### ハイグレード住宅「ステイタスシリーズ」
1989年（平成元年）より建設・販売を開始した高級ハイグレード住宅「ステイタスシリーズ」ブランドは、システムキッチンやジェットバス、ホームセキュリティシステム、リモコンガレージシャッターなどを備えた「理想の住宅」として販売された。中には販売価格が1億円を超えるものもあったが、住宅フェアでは即日完売となることもあった。また空堀型プレキャストコンクリート製の地下室は神戸電鉄が特許を取得している。1990年代後半以降は建設・販売されていない。

#### 木造住宅「ナチュライフシリーズ」
ニュージーランド産30年もののラジアータパイン材を使った高性能集成材LVLを土台・柱・梁等に使用し、高強度金物で緊結した耐久性・耐震性に優れた「神鉄J-WOOD工法」で建設された木造住宅を「ナチュライフシリーズ」としており、「natulife」と表記されることもある。2000年代後半以降はほとんど建設・販売されなくなっている。

#### 木造住宅「ティーテラスのある家」
ティーテラス、枕木花壇、ウッドラチスなどを盛り込んだ木造住宅で、バスルーム・玄関・階段をバリアフリー仕様としたタイプを「ティーテラスのある家」としている。「自然と会話する時間をみつけませんか。 」をキャッチコピーに2001年（平成13年）より発売、神戸北町には当初モデルハウスも開設されていた。

#### 注文住宅「シンセリテシリーズ」
神戸電鉄の建売住宅事業40周年を記念して開発されたもので、「新・提案住宅シンセリテ」と表記されることが多い。木造軸組工法による完全自由設計で、ペアガラスサッシ・ベタ基礎を標準仕様としている。現在は注文住宅事業から撤退したため販売されていない。

#### 3階建て住宅
狭小面積に建築する建売住宅はSE構法の「3階建て住宅」としている。2005年（平成17年）に分譲した甲南山手森南町住宅を最後に建設・販売されていない。

#### マンション「クレイシアシリーズ」
1996年（平成8年）より販売を開始したマンション「クレイシアシリーズ」ブランドは、戸建て感覚のローコストマンションとして企画され、低価格帯ながらもグレードの高い設備や専用庭付タイプの部屋を設けたことから人気を集め、申し込み会場には前々日から行列ができるほどであった。施主は神戸電鉄であるが、建設施工は神鉄建設工業などが行っている。2001年（平成13年）にクレイシア三田のモデルルームを分譲したのを最後に、建設・販売が途絶えている。
| 住宅名                             | 販売開始年 | 戸数     | 備考                     |
| ---------------------------------- | ---------- | -------- | ------------------------ |
| 鈴蘭台西口住宅                     | 1956年     | 10邸     | 全邸住宅金融公庫融資付き |
| 鈴蘭台住宅                         | 1957年     | 26邸     | 全邸住宅金融公庫融資付き |
| 旭が丘住宅                         | 1959年     | 158邸    |                          |
| 桜が丘住宅                         | 1960年     | 68邸     | 全邸住宅金融公庫融資付き |
| 霞が丘住宅                         | 1961年     | 122邸    | 全邸住宅金融公庫融資付き |
| 百合が丘住宅                       | 1963年     | 149邸    |                          |
| 松の宮住宅                         | 1963年     | 65邸     | 全邸住宅金融公庫融資付き |
| 松の宮南住宅                       | 1964年     | 26邸     | 全邸住宅金融公庫融資付き |
| 大池住宅                           | 1964年     | 108邸    |                          |
| 東山住宅                           | 1965年     | 98邸     |                          |
| 花山住宅                           | 1965年     | 137邸    |                          |
| 六甲が丘住宅                       | 1966年     | 224邸    |                          |
| 中山住宅                           | 1969年     | 83邸     |                          |
| 北鈴蘭台住宅                       | 1970年     | 224邸    |                          |
| 唐櫃台住宅                         | 1974年     | 64邸     |                          |
| 箕谷東住宅                         | 1980年     | 28邸     | 全邸住宅金融公庫融資付き |
| 北鈴蘭台（惣山町）住宅             | 1982年     | 103邸    | 全邸住宅金融公庫融資付き |
| 藤原台住宅                         | 1985年     | （不明） |                          |
| パークヒル神戸住宅                 | 1986年     | （不明） |                          |
| 神戸北町ステイタス住宅             | 1989年     | 30邸     |                          |
| 神戸北町住宅                       | 1989年     | （不明） |                          |
| 青松園住宅                         | 1991年     | （不明） |                          |
| 六甲ひばりが丘アメリカ・カナダ住宅 | 1998年     | 24戸     |                          |
| 六甲ひばりが丘分譲住宅             | （不明）   | （不明） |                          |
| 南五葉住宅                         | 2004年     | 3邸      |                          |
| 南五葉Ⅱ                            | 2005年     | 3邸      |                          |

### 不動産事業の部署・営業所
神戸電鉄が開発した住宅地には神戸電鉄グループの神鉄住宅販売が販売代理会社となって分譲された例もある。住宅地開発の部署は「土地経営部」という名称を使用していたが、のちに「開発部」に改称、本部制の導入で1998年（平成10年）10月1日より「開発本部」となった。2002年（平成14年）4月1日の四事業本部制導入からは「不動産事業本部」の名称となっている。
不動産事業の営業所は以下の通りである。
- 湊川住宅営業所
  - 開設：1960年代
  - 閉鎖：1970年代
- 新開地住宅営業所
  - 開設：1975年（昭和50年）7月4日
  - 閉鎖：1990年代
- 三宮住宅営業所
  - 開設：1967年（昭和42年）9月1日
  - 閉鎖：1970年代
- 神鉄住宅センター
  - 開設：1987年（昭和62年）5月7日
  - 閉鎖：2000年代
- 住宅サービスショップ谷上店
  - 開設：1999年（平成11年）3月23日
  - 閉鎖：2001年（平成13年）3月31日
- 住宅サービスショップ鈴蘭台店
  - 開設：1999年（平成11年）9月11日
  - 閉鎖：2008年（平成20年）9月30日

上記のほかに住宅地分譲時に仮設の住宅案内所が設置された例もある（例：六甲ひばりが丘住宅案内所、神戸北町住宅案内所）。

### 賃貸施設の運営

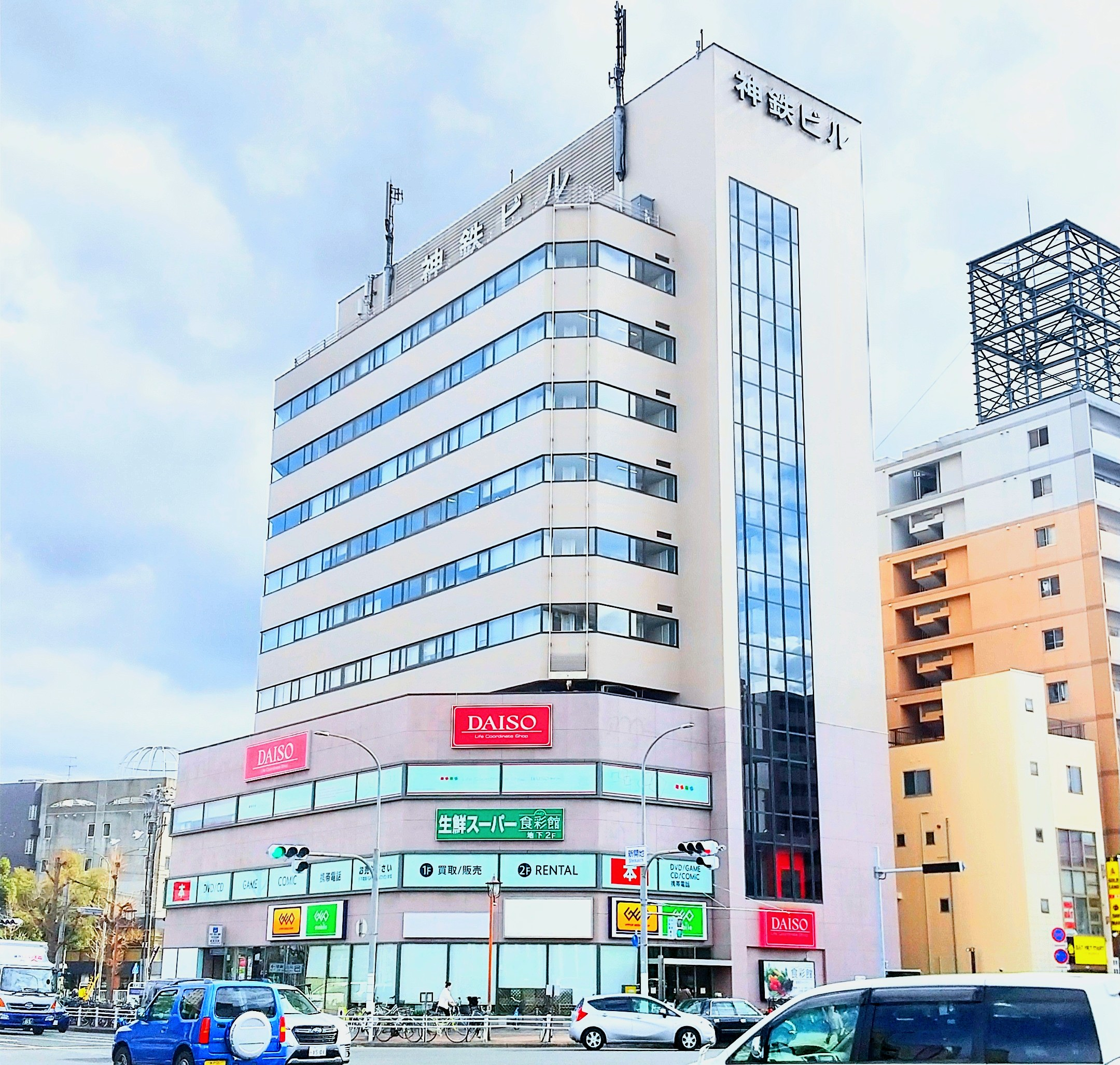
神鉄ビル

1971年（昭和46年）11月25日に竣工した「西鈴神鉄ビル」を皮切りに、兵庫県・大阪府・東京都でビル・賃貸物件の運営を行っており、現在賃貸面積は約32,000 m2である。
| 賃貸物件名                   | 運営開始 | 運営終了 | 備考                                                       |
| ---------------------------- | -------- | -------- | ---------------------------------------------------------- |
| 有馬神鉄ビル                 | 1928年   | 1989年   |                                                            |
| 西鈴神鉄ビル                 | 1971年   |          |                                                            |
| 鈴蘭台北神鉄ビル             | 1972年   | 2023年   | 「鈴蘭台プラザ」と呼称されることもある。                   |
| 鈴蘭台神鉄ビル               | 1973年   | 2018年   |                                                            |
| 西鈴壱番館                   | 1973年   |          |                                                            |
| 北鈴神鉄ビル                 | 1974年   |          |                                                            |
| 神鉄ビル                     | 1975年   |          |                                                            |
| 緑が丘駅前店舗               | 1977年   |          | 開業当初は「緑が丘駅前2階建貸店舗」と呼称されていた。      |
| 北鈴神鉄駅ビル               | 1981年   |          |                                                            |
| 北鈴神鉄駅前ビル             | 1983年   |          |                                                            |
| 鈴蘭台西口神鉄ビル           | 1984年   |          |                                                            |
| 西鈴二番館                   | 1986年   |          | 1991年に「西鈴神鉄国立学院ビル」より改称                   |
| 北鈴一番館                   | 1986年   |          | 1992年に「北鈴神鉄国立学院ビル」より改称                   |
| 緑が丘神鉄ビル               | 1986年   |          | 1992年に「緑が丘神鉄国立学院ビル」より改称                 |
| 鈴蘭台西町神鉄ビル           | 1987年   |          |                                                            |
| SHビル                       | 1988年   |          | 「S・Hビル」と呼称されることもある。                       |
| 有馬クリスタルビル           | 1989年   |          |                                                            |
| 神鉄本社ビル                 | 1990年   |          | 2004年に「神鉄建設ビル」より改称                           |
| ベラジュール北鈴蘭台         | 1990年   |          |                                                            |
| フラワータウン駅ビル         | 1991年   |          |                                                            |
| 小野神鉄ビル                 | 1992年   |          | 1991年に部分開業                                           |
| ウッディタウン中央駅ビル     | 1996年   |          | 近年は「ウッディタウン中央駅店舗」と呼称されることが多い。 |
| 岡場駅北側高架下店舗         | 1996年   |          |                                                            |
| 田尾寺駅ビル                 | 1998年   |          | 近年は「田尾寺駅店舗」と呼称されることが多い。             |
| 岡場駅南側高架下店舗         | 2005年   |          |                                                            |
| ベルスト鈴蘭台               | 2018年   |          |                                                            |
| 神戸電鉄茨木賃貸物件         | 2023年   |          | 賃貸事業拡大のため他社より買収して取得した                 |
| 神戸電鉄東京都大田区賃貸物件 | 2024年   |          | 神戸電鉄初の関東エリアの賃貸ビル                           |

### 発電・売電事業
沿線の社有地を活用した発電事業および売電事業に進出している。神戸電鉄第二車庫に併設される「神鉄見津太陽光発電所」と「神鉄栄太陽光発電所」において太陽光発電による発電を行っている。

### 不動産事業の沿革
- 1928年（昭和3年） - 宅地分譲事業を行うに先立ち山田電灯株式会社を設立をしたのち、小部（現 鈴蘭台）で初の住宅経営事業を開始[33]。
- 1933年（昭和8年） - 大池駅付近の大池山荘の販売を開始[45]。
- 1937年（昭和12年） - 六甲川温泉住宅地の販売を開始[45]。
- 1942年（昭和17年） - 今草園住宅地の販売を開始[45]。
- 1943年（昭和18年） - 押部谷の住宅販売を開始[45]。
- 1945年（昭和20年） - 栄の住宅販売を開始[45]。
- 1949年（昭和24年） - 広野住宅経営地の販売を開始[45]。
- 1956年（昭和31年） - 住宅金融公庫融資住宅を鈴蘭台西口で販売開始[33]。
- 1959年（昭和34年） - 旭が丘の販売を開始[45]。
- 1960年（昭和35年） - 桜が丘の販売を開始[45]。
- 1961年（昭和36年） - 霞が丘の販売を開始[45]。
- 1963年（昭和38年）
  - - 山の街駅付近の百合が丘の販売を開始[45]。
  - - 松の宮住宅地の販売を開始[45]。
- 1964年（昭和39年）
  - - 松の宮南住宅地の販売を開始[45]。
  - - 大池の住宅販売を開始[45]。
- 1965年（昭和40年）
  - - 東山の住宅販売を開始[45]。
  - - 花山駅北方に造成した花山の住宅販売を開始[45]。
- 1966年（昭和41年） - 六甲が丘の販売を開始[45]。
- 1969年（昭和44年） - 中山の住宅販売を開始[45]。
- 1970年（昭和45年） - 神戸電鉄最大規模の街づくりである北鈴蘭台の販売を開始[45]。
- 1974年（昭和49年） - 唐櫃台の販売を開始[45]。
- 1982年（昭和57年）- 北鈴蘭台三次の販売を開始[44]。
- 1989年（平成元年）
  - 3月- 同じ地権者である伊藤忠商事、兼松江商らとともに販売する神戸北町が完成。
  - 11月 - 高級ハイグレード住宅「ステイタスシリーズ」の建設・販売を開始[26]。
- 2003年（平成15年） - 松宮台の販売を開始し住宅展示場「HOME'S8」がオープン[26]。

## その他の事業
神戸電鉄では、鉄道事業・不動産事業以外に介護サービス事業、保育サービス事業、スイミングスクール事業をそれぞれ行っている。また季刊情報誌「SUZURAN」を発行している。
グループ企業の事業については「神戸電鉄グループ」を参照。

### スイミングスクール事業
神戸市北区および東灘区においてスイミングスクール事業を行っている。
事業の詳細については「 神鉄スイミングスクール 」を参照。

### 保育サービス事業
神戸市北区、三木市、三田市および小野市において、保育サービス事業を行っている。
- 谷上保育園（谷上SHビル内）- 2005年（平成17年）8月1日開園。
- よこやま保育園 - 2003年（平成15年）10月1日開園。
- しんてつ・おかば園（岡場駅高架下）- 2014年（平成26年）4月1日開園。
- しんてつ・みどりがおか保育園 - 2002年（平成14年）8月5日開園。
- おのっこクラブ（小野駅ビル内）- 2006年（平成18年）4月2日開園。
- ひまわりクラブ（小野駅ビル内）- 2013年（平成25年）4月2日開園。

### 介護サービス事業
神戸市および三田市において介護サービス事業を行っている。
現在存在する施設
- 神鉄ケアサービスセンター
- 神鉄ケアサービスセンター三田

過去に存在した施設
- 神鉄ケアサービスセンター湊川（2004年営業終了）

## かつて行っていた事業

### バス事業
1998年まで直営でバス事業を行っていたが、同年9月30日に神鉄バスに移管した。

### リラクセーション事業
リフレッシュサロン「ラフィネ」の名称で都心部に展開していた。

### 携帯電話販売事業
携帯ショップ「モバイルファースト」の名称で運営していた。

### 注文住宅・リフォーム事業
沿線に「神鉄住宅サービスショップ」の名称で営業所を展開していた。

### CD・DVD販売事業
星電社と提携して「神鉄・せいでん Sound Express」の名称で事業展開していた。

### 流通事業
現在は神鉄エンタープライズに移管している。

## 提供番組
サンテレビジョン（近畿地方と中四国地方の一部をカバーする独立UHF民間放送局）で21時台に放送されていた「SUN-TVニュース」（神戸新聞社取材協力・協賛）を開局当初から平成初頭まで提供しており、グループ企業との共同提供でクレジットは「神戸電鉄・神鉄観光・神鉄一番街」と表示されていた。
10秒のCMが3本続けて放映される構成であり、おもなCMには以下のものがあった。
- 神戸電鉄・神鉄観光・神鉄会館宴会場
- 神戸電鉄・神鉄観光・神鉄総合結婚式場
- ハイテクランド・神鉄観光・神鉄会館宴会場